# ハインリヒ・ヒムラー
ハインリヒ・ルイトポルト・ヒムラー（ドイツ語: Heinrich Luitpold Himmler,  発音、1900年10月7日 - 1945年5月23日）は、ナチス・ドイツの政治家。親衛隊のトップである親衛隊全国指導者として治安・諜報などで強大な権力を握り、国内統制、反ナチ勢力、ユダヤ人などに対する迫害を実行した。

## 概要
1929年、国家社会主義ドイツ労働者党（ナチ党）の準軍事組織である親衛隊（SS）の第3代親衛隊全国指導者（RFSS）に就任し、党内警察業務を司った。ナチ党の政権掌握後には、1934年にプロイセン自由州の秘密国家警察ゲシュタポ副長官、1936年には親衛隊全国指導者兼全ドイツ警察長官に任命されて国内の警察機構を掌握した（ゲシュタポは全国の政治警察を直轄する組織となった）。政権末期の1943年にはヒトラー内閣内務大臣も兼務するようになった。ナチ体制は当初、一元的に統制されているとは言いがたい多頭制の様相を呈していたが、その中でヒムラー率いる親衛隊が次々に権限を拡大して優位に立ったことにより、ナチ体制は「親衛隊国家」の性格を色濃くした。
社会ダーウィン主義とアーリアン学説の影響を受けたナチスの人種イデオロギーは、アーリア人種、特にその一派とされた北方人種と定義された人々を主たる人種とし、ユダヤ人、ロマ、スラヴ人は人種的に劣るとしたが、ヒムラーもまたそれらの人種的に劣るとされた集団を蔑視し、北方人種の優越性を信じていた。ヒムラー率いる親衛隊は水晶の夜事件以後、ナチスの人種政策に関与するようになり、ユダヤ人を国外退去させる任務に携わった。「北方人種」「アーリア人」として認定された者であっても、反ナチ運動家や障害者などは「人種の血を汚す者」として劣等人種とされた人々と同等に扱った。親衛隊の所管となった強制収容所（KZ）には、当初ゲシュタポが取り締まりの対象とした政治犯が主に収容されたが、同性愛者や浮浪者など「反社会分子」とみなされた人々やユダヤ人といった政治犯でない人々が収監者の多数を占めるようになった。
第二次世界大戦期には、ドイツが占領したヨーロッパの広範な地域にヒムラーの権力が及ぶこととなった。ポーランド侵攻に際しては親衛隊特別行動部隊がポーランド人を奴隷化するための知識人掃討作戦を展開した。占領地域での生存圏政策の執行においてもヒムラーは中心的役割を担い、親衛隊はドイツに編入されたポーランド西部からポーランド人とユダヤ人をポーランド中部の総督府領に追放させる任務に当たった。その後ユダヤ人の追放政策は絶滅政策に転換し、「生きるに値しない命」とされた精神障害者等を殺害する安楽死作戦に従事したスタッフが絶滅収容所建設のために派遣され、親衛隊はそこでユダヤ人等の大量虐殺を組織的に実行した。
大戦後期には軍集団の指揮も任されたが、軍事的素質には乏しく、目立った戦果はあげられなかった。ドイツの戦況を絶望視して独断でアメリカ合衆国との講和交渉を試みたが失敗し、アドルフ・ヒトラーの逆鱗に触れて解任された。その後は逃亡を図ったが、エルベ川を渡った後の1945年5月22日にイギリス軍の捕虜となり、翌日の5月23日に自殺した。

## 経歴

### 生い立ち

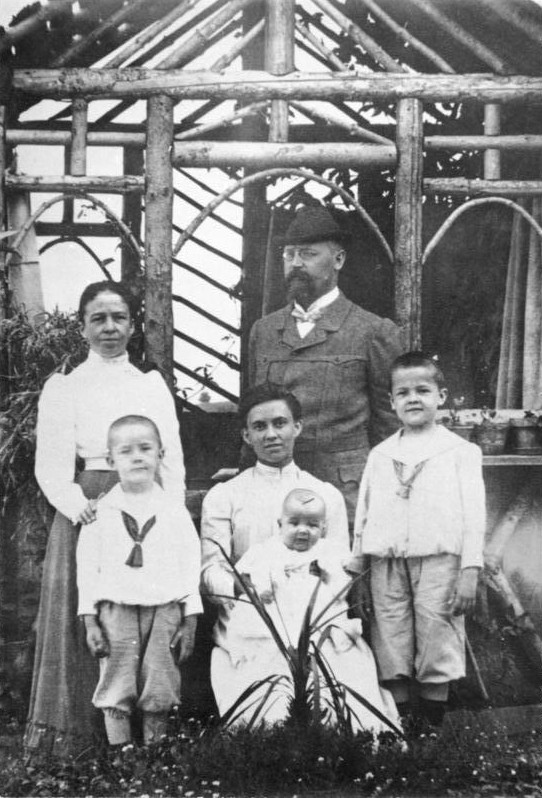
ハインリヒ王子とヒムラー一家。
_{父ゲプハルト（後列右）、母アンナ（後列左）、ハインリヒ（前列左）、代父ハインリヒ王子と弟エルンスト（中央）、兄ゲプハルト（前列右）}

ハインリヒ・ルイトポルト・ヒムラーは、1900年10月7日、ドイツ帝国領邦バイエルン王国の首都ミュンヘンのヒルデガルト通り (Hildegardstraße) 2番地にある高級アパートの2階に在住するヒムラー家の次男として生まれた。
父ヨーゼフ・ゲプハルト・ヒムラー (Joseph Gebhard Himmler) は、税関職員の非嫡出子として生まれ、貧しくも生活に励み、名門のルートヴィヒ・マクシミリアン大学ミュンヘンを卒業しギムナジウムの教師になった人物であった。教師として高い評価を得ており、バイエルン王室のハインリヒ王子の家庭教師を務めていた。母アンナ・マリア・ヒムラー (Anna Maria Himmler)（旧姓ハイダー (Heyder)）は、裕福な貿易商人の娘で、1897年にゲプハルトと結婚していた。
ヒムラーが生まれる2年前の1898年7月29日に夫妻は長男ゲプハルト・ルートヴィヒを儲けている。さらに1905年12月23日には三男エルンスト・ヘルマンが生まれている。
ハインリヒ・ルイトポルトはこの二人の兄弟の間の次男であった。「ハインリヒ」も「ルイトポルト」もバイエルン王族から名付けた名前であった。特に「ハインリヒ」の名は、ゲプハルトが家庭教師を務め、またその縁でハインリヒの代父となっていたハインリヒ王子が自らの名前を名付けたものであった。当時、王室の人間から名前をもらうことは大変な愛顧であり、名誉なことであった。こうした王室との関わりとカトリックへの厚い信仰心によってヒムラー家は大変に保守的な家風であり、ハインリヒもカトリックの教えに従って保守的で厳しいしつけを受けた。ただし、父ゲプハルトは反ユダヤ主義者ではなかった。ヒムラー家は金持ちとまではいえないが、かなり安定した中産階級の家庭であった。戦後に多くの歴史学者が、幼少期・青年期のヒムラーに「異常性」や「犯罪性」を見つけ出そうと試みたが、それらしき性質は見出せなかった。ロジャー・マンベルが当時のバイエルン特有の地域環境にヒムラーの精神性を求めている程度である。

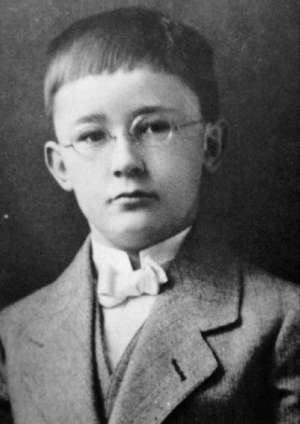
7歳の頃

父ゲプハルトの遺したメモによると、ヒムラーは小学校時代によく体調を崩し、160回も欠席したという。しかし、家庭教師ルーデットの指導によって学業の遅れを取り戻し、IIの成績で小学校を卒業したという。1910年9月にミュンヘンの名門ギムナジウムのヴィルヘルム・ギムナジウムに入学した。同ギムナジウムの担任教師から「たいそうな才能に恵まれた生徒で、たゆまぬ勤勉さと燃えるような向上心と極めて熱心な授業態度によって、クラスで最優秀の成績を収めた」と称賛された。このギムナジウムでの同級生に、のちにアメリカ合衆国に移住してアメリカ国民となり、歴史学者となったジョージ・ハルガーテンがいた。ハルガーテンは、ナチ党政権誕生とともにアメリカへ逃れた。ヒムラーはのちに同級生のハルガーテンのことを「ユダヤの虱」と呼んで見下した。ハルガーテンはこの頃のヒムラーについて「考えられる限りで最も優しい子羊だった。虫一匹殺せないような少年だった」と述懐している。1913年に父ゲプハルトがミュンヘン北東のランツフートのハンス・カロッサ・ギムナウジムの共同校長に任じられたため、ヒムラー一家はランツフートへ移住した。ヒムラーも父が校長を務めるギムナジウムへ入学している。ヒムラーは、歴史学、古典学、宗教学で最優秀の成績をとり、他の主要科目も優秀な成績であったが、体育だけは苦手であったという。第一次世界大戦をはさんで1919年7月に同校を卒業した。卒業証書には「常に品行方正で、性格は几帳面な勤勉さを持っていた」と記された。
第一次世界大戦中の1915年初め、兄ゲプハルトとともにランツフートの「青少年軍」(Jugendwehr) の活動に参加した。これは軍の将校の指導の下に簡単な運動やギムナジウムでの行進などを行う青少年準軍事組織であった。さらに1915年7月29日、17歳になった兄ゲプハルトが予備軍 (Landsturm) に入隊し、1918年4月に西部戦線へ送られた。
ヒムラーも従軍を望み、父親に頼み込むようになった。父のゲプハルトは、まずヒムラーがギムナジウムを卒業することを希望していたが、熱心さに根負けし、バイエルン王室へのコネなどを使って息子の入隊の可能性を探った。ヒムラーは当初ら海軍士官に志願したが、眼鏡をかけていたために受け入れられず（近眼の者は海軍士官になれなかった）、1917年末にバイエルン王国の第11歩兵連隊「フォン・デア・タン」に入隊した。レーゲンスブルクで6か月の歩兵訓練を受けた後に、1918年6月15日から9月15日までフライジングで士官候補生としてのコースを修め、9月15日から10月1日までバイロイトのバイエルン第17機関銃中隊で機関銃教練を受けた。
しかし、ヒムラーが前線へ配属される以前の1918年11月初旬に、ドイツ革命が勃発して帝政が倒れ、1918年11月11日にはドイツが降伏し、第一次世界大戦が終結した。結果として彼が実戦経験を持つことはなかった。しかし、ヒムラーは親衛隊全国指導者就任後にこの経歴を詐称するようになり、『大ドイツ帝国国会便覧』などの公式履歴にも、第一次世界大戦において西部戦線へ出征したかのように記している。
なお、兄ゲプハルトは大戦中に西部戦線で塹壕戦を経験し、兵長まで昇進して一級鉄十字章と二級鉄十字章を受章している。また、代父ハインリヒ王子は大戦中に戦死した。ハインリヒ王子の遺産のうち1,000マルクの戦時国債がヒムラーに遺贈された。

### 第一次世界大戦後
第一次世界大戦終結後の1918年12月に第11歩兵連隊予備大隊を除隊した。しかし、ヒムラーはなおも戦場に立ちたがっており、1919年4月には反革命義勇軍（フライコール）の一部隊であるラウターバッハ義勇軍 (Freikorps Lauterbach) に加わって社会主義者が立ち上げたミュンヘン・レーテ共和国打倒の軍に従軍した。レーテ共和国は打倒されたが、ヒムラーの部隊はミュンヘンまで到達しておらず、ここでも彼は後方支援の任務に留まっている。
その後は敗戦の混乱で経済的に困窮することになると予想した父ゲプハルトは、ヒムラーに農場で働くことを求めた。ヒムラーは父の求めに応じてミュンヘン北方インゴルシュタットの農場で働いていたが、まもなくチフスに罹病して寝込み、医者から1年間療養しながら大学で農学を学ぶように勧められた。1919年10月18日、ヒムラーはミュンヘン工科大学に入学して農学を学ぶこととなった。1919年11月9日、彼は大学内のある学生倶楽部に入会した。決闘で顔に傷を負いたいと願っていたためであった。当時のドイツの大学では、男が決闘をして顔に傷を負うことは大きなステータスであったが、ヒムラーは胃弱でビールを飲むことができなかったため、「決闘に参加する資格なし」と認定されてしまった。焦ったヒムラーは直ちに医者から胃腸過敏症の証明書をもらい、ようやく決闘への参加が認められた。しかし、誰も弱々しい彼を決闘相手として認めてくれなかった。ヒムラーがようやく決闘して顔に傷を負うことができたのは、卒業間近の1922年6月22日のことであった。
しかし、大学時代のヒムラーは弱々しくも心優しい人物であったことが彼自身の日記から窺える。彼の日記は、戦後にヒムラーの別荘からアメリカ軍兵士が発見し、アメリカ軍将校が記念品として故郷へ持ち帰っていた。のちにこの将校は歴史家から勧められて日記をフーバー研究所へ預けた。日記はヒムラーの若き日の人格形成についての重要な資料となっている。日記は規格の異なる6冊の帳面からなる。1冊目は1914年8月23日から1915年9月26日までと、断片的に速記で書かれた1916年代の事柄が記されている。2冊目は1919年から1920年2月2日まで。身元不明な女性の写真数枚、スケートリンクの切符1枚、日付の入ったギターリボン、未使用の劇場入場券1枚が挿んである。3冊目は1921年11月1日から12月12日まで。残る3冊には1922年1月12日から7月6日までと1925年2月11日から25日までの記載がある。1919年には盲目の人物の家に何度も通って本を読み聞かせ、1921年には貧しい老女の所へ通って食料などをそっと置いていった。友人が病気になるとこまめに見舞いにいって、本人や家族に代わってお使いをした。ウィーンの恵まれない子供のための慈善芝居にも出演している。
また、ヒムラーの日記から、1921年頃から彼が外国への移住を計画していたことが分かる。この国外移住願望は大学卒業後もしばらく持ち続けており、1924年にソ連大使館にウクライナに移住の可否を問い合わせている。
1922年8月1日、学位を取得して卒業。学業の成績は平均評点1.7とかなり優秀であった。卒業後すぐにオーバーシュライスハイムで農薬や肥料を扱う会社の研究員となる。しかし、1923年8月末にはヒムラーはオーバーシュライスハイムでの仕事を退職してミュンヘンに戻り、政治活動に専念するようになる。
政治活動や軍事活動には、大学在学中から熱心に取り組んでいた。1919年12月、バイエルン人民党に入党している（1923年に離党）。1920年5月、ミュンヘン市民自衛軍に入隊し、ヴァイマル共和国第21ライフル連隊からライフルと鉄兜を受け取った。第21ライフル連隊はエルンスト・レームが兵器担当将校を務めていた。大学卒業に際して、ヒムラーはレームの組織した准軍事組織「帝国戦闘旗団」に入団した。1923年、反スラヴ主義的かつ農本主義的な民族主義団体「アルタマーネン」に入団している。ここでリヒャルト・ヴァルター・ダレの人種論と農業論を結合した独特な「血と大地」思想に影響された。ヒムラーは親衛隊全国指導者となったのちにダレを親衛隊に招き入れている。ヒムラーは自作農民中心社会を夢見ていた。農地の豊かな東方にドイツ農民を植民させることによって農家の二男・三男が都市へ出る必要がなくなり、またドイツ政府に対して農民が決定的な影響力を持つようになると確信していた。1924年の彼のメモは「都市生活者を農民にけしかけている国際ユダヤ民族は農民の敵」とし、また「600年来、ドイツ農民は世襲財産を守り、拡大するためにスラヴ劣等民族（スラヴ民族）と戦うよう運命づけられてきた」としており、ヒムラーの「国際ユダヤ民族」と「スラヴ劣等民族」への憎しみは農本主義的な民族主義とリンクしていたと見ることもできる。

### ナチ党黎明期の活動

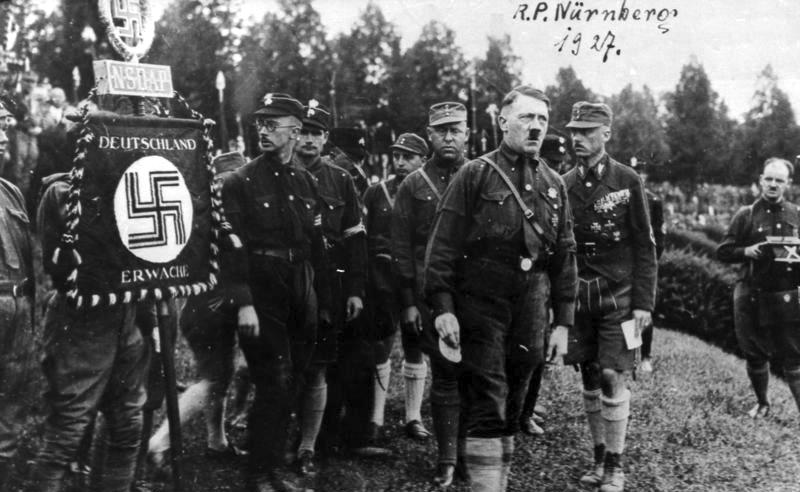
1927年のナチ党党大会。ヒトラーとヒムラー（眼鏡の人物）

1923年8月、党員番号14303で国家社会主義ドイツ労働者党に入党したが、ヒムラーはあくまで帝国戦闘旗団のメンバーとしてレームに従った。ミュンヘン一揆の際にもレームの指揮の下にバイエルン州戦争省の制圧に参加した。このときのヒムラーはレームの無名の部下の一人にすぎなかったが、帝国戦闘旗団の旗手として旗を持つ役を務めていたため、写真はしっかりと残っている。
ヒムラーがいつヒトラーと初会見を果たしたかは定かではないが、ミュンヘン一揆の際にヒトラーの演説を聞いていたことはほぼ間違いないとされている。しかし、彼がヒトラーに従うようになったのはヒトラーが刑務所から釈放され、党が再建されて以降のことである。
当時のヒムラーは無名で党内の序列でも下位にあったために、一揆の失敗後も逮捕を免れた。しかし、彼の尊敬するレームがシュターデルハイム刑務所に投獄されてしまったため深く失望した。
党の活動が禁止された間にヒムラーは、エーリヒ・ルーデンドルフ、アルブレヒト・フォン・グレーフェ、グレゴール・シュトラッサーが指導するナチ党偽装政党国家社会主義自由運動（NSFB）に入党した。ヒムラーはナチス左派で知られたグレゴール・シュトラッサーの下で、120ライヒスマルクの月給で働くこととなった。シュトラッサーは1924年5月と12月の国会議員選挙に出馬することとなり、ヒムラーはニーダーバイエルンの宣伝担当に任命された。これが彼の最初の大抜擢となった。オートバイに乗って走り回る彼の姿をニーダーバイエルンの多くの人が目撃している。シュトラッサーはヒムラーについて「彼は私に献身的であり、私は秘書として彼が必要だ。彼にはやる気もある。だが彼を北（＝ベルリン）へ連れて行くつもりはない。世界を征服する男ではないからだ」と述べている。
1924年末にヒトラーが釈放され、1925年2月にナチ党が再建されると、シュトラッサーとともにナチ党へと戻った。同年、シュトラッサーがナチ党のニーダーバイエルン＝オーバープファルツ大管区指導者になると、ヒムラーはその代理に任じられた。さらに、1926年にシュトラッサーがナチ党宣伝全国指導者に任命されるとヒムラーもそれに伴って宣伝全国指導者代理となった。しかし、シュトラッサーは自らの補佐役としてはヒムラーよりヨーゼフ・ゲッベルスの方を高く買っていたという。

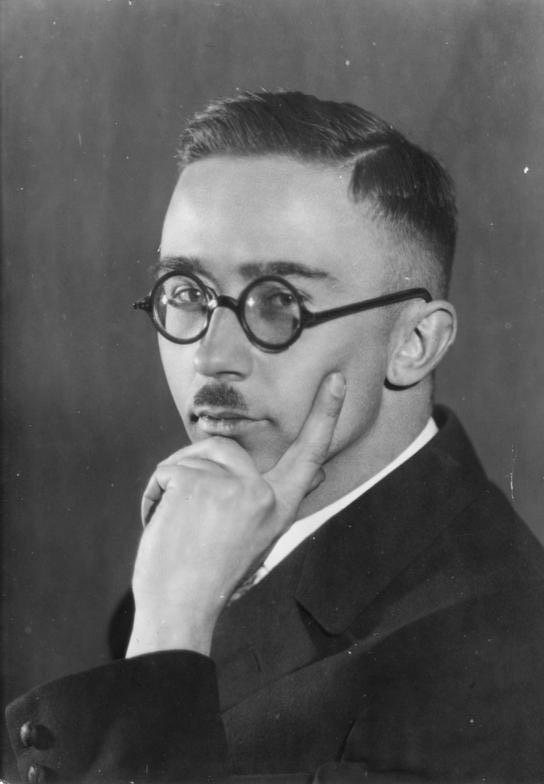
1929年、親衛隊全国指導者になったばかりの頃

1925年8月8日に親衛隊(SS)に入隊（隊員番号168）。1927年には第2代親衛隊全国指導者エアハルト・ハイデンの代理に任じられた。ハイデンは突撃隊最高指導者フランツ・プフェファー・フォン・ザロモンと対立を深めて1929年1月6日に辞職することとなった。ヒムラーはハイデンの後任として、同日第3代親衛隊全国指導者に任命された。しかし、当時の親衛隊は突撃隊の下部組織であり、隊員も280名ほどしか所属していなかった。
1928年7月3日にはブロンベルクの地主の娘で看護婦のマルガレーテ・ボーデンと結婚しているが、党からヒムラーに支払われていた当時の給料は安く、それだけでは生活が困難なため、マルガレーテの資産を売却して養鶏も営んだ。しかし経営不振で後に倒産した。1929年8月8日に長女グドルーンが生まれたが、その直後にヒムラー夫妻は別居状態と化した。

### 親衛隊全国指導者
ヒムラーは親衛隊を党内警察組織として拡充し、1929年12月には1,000人、1930年12月には2,700人、1932年4月には2万5000人、1932年12月には5万2000人と順調に隊員数を増やした。
これは1929年10月24日のニューヨークのウォール街の大暴落により発生した世界恐慌が関係していた。失業者がなだれを打ってナチ党やナチ党組織へ参加を希望し、親衛隊にも入隊希望者が殺到した。親衛隊より多くこの人材源を吸収した突撃隊には、ドイツ各地で徒党を組んで無法行為を働く者が増加した。ついには党首ヒトラーの統制すらも受け付けなくなるほどに荒れ、当時選挙による合法的政権獲得を目指していたヒトラーにとっては頭痛の種となっていた。ヒトラーはこの突撃隊の無法分子に対する警察組織の必要性を痛感し、その任務を果たす組織としてヒムラー率いる親衛隊に目を付けた。親衛隊の拡大に強く反対していた突撃隊最高指導者フォン・ザロモンがヒトラーとの対立から1930年8月12日に辞職することになり、さらに1930年8月終わりには、東部ベルリン突撃隊指導者ヴァルター・シュテンネスが党指導部に対して反乱を起こした。こうした情勢からヒトラーは、1930年11月7日付けの命令で正式に親衛隊を党内警察組織と規定し、親衛隊は突撃隊の指揮に従う必要はないと定めた（ただし、1934年の「長いナイフの夜」までは形式的には突撃隊の下部組織であった）。

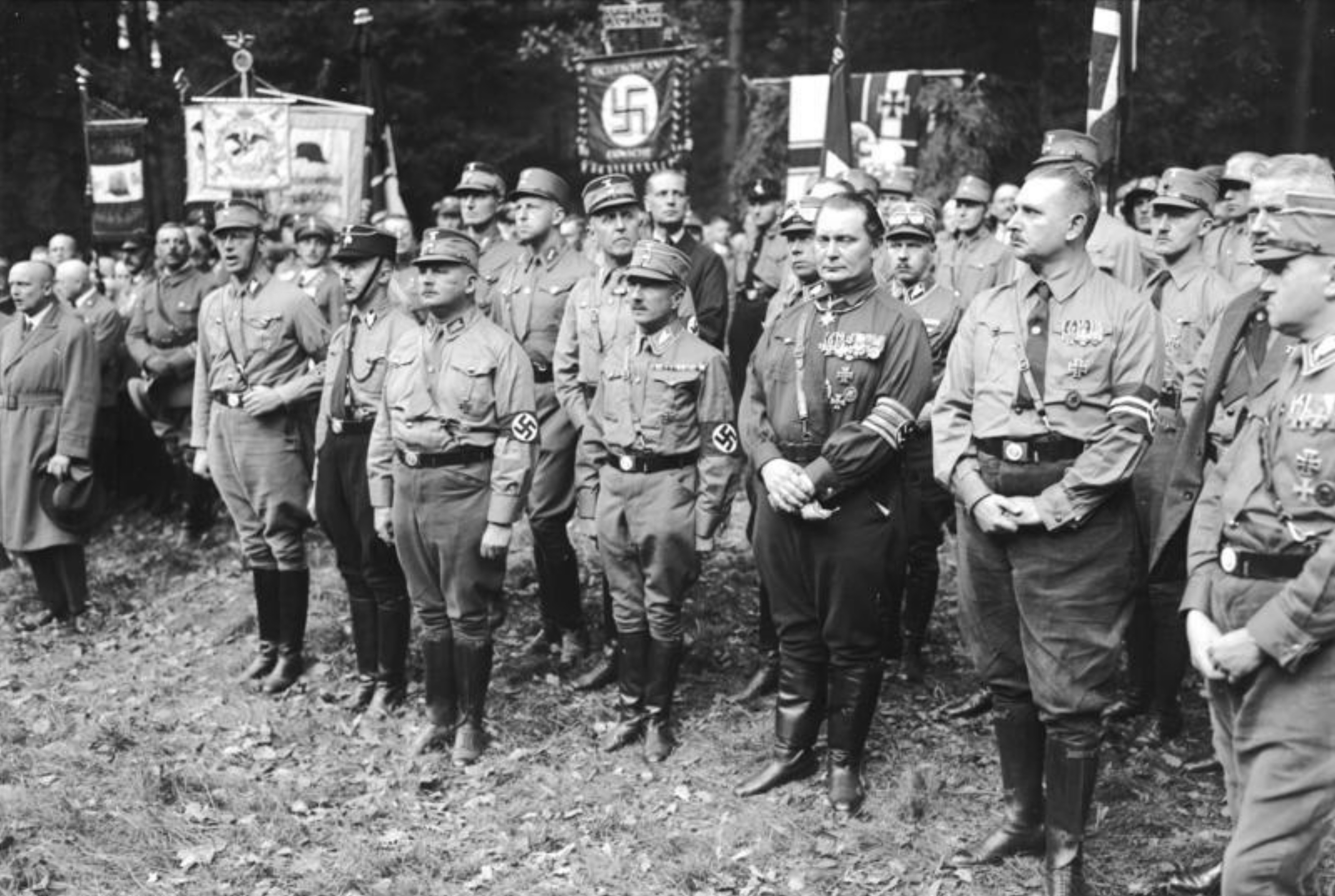
1931年、国家人民党と鉄兜団と「ハルツブルク戦線」を組織した際のナチ党。エルンスト・レームの後ろにいる黒い帽子の人物がヒムラー。

ヒムラーは党内警察としての任務を果たすべく親衛隊内に情報部の創設を考えるようになり、その運用を任せられる人材を探した。1931年6月に親衛隊上級大佐フリードリヒ・カール・フォン・エーベルシュタイン男爵の推薦を受けて親衛隊員の面接を受けに来た元海軍将校ラインハルト・ハイドリヒに彼は目をつけ、ハイドリヒを親衛隊員として採用した。IC課を設置し、翌1932年7月に同課をSDに改組した。長官にハイドリヒを任命した。
1931年4月初めのヴァルター・シュテンネスの再反乱ではベルリン大管区親衛隊指導者クルト・ダリューゲが鎮圧に活躍している。この功績で親衛隊はヒトラーから高く評価されるようになり、党内警察として突撃隊からの独立性を強めた。
「血と大地」イデオロギーを確立したダレは、「歴史に現れる偉大な帝国や文化はほとんど北方人種により作られた。これらの帝国や文化が滅びたのは北方人種の純血が守れなかったからである」と説いていた。こうした思想に強く影響されていたヒムラーは、1929年4月に親衛隊の組織規定の草案をヒトラーやフォン・ザロモンに提出し、人種的な問題を親衛隊入隊の条件に据えるようになった。人種の基準を立てることで親衛隊をエリート集団とし、数で勝る突撃隊を抑え込むことを目指した。1931年12月31日の命令で「SSは特別に選抜されたドイツ的北方人種の集団である」と定義し、ダレを長官とする親衛隊人種及び移住本部（RuSHA）を新設させ、親衛隊員たちに対してRuSHAの調査と許可を経ずに結婚することを禁じた。花嫁が「健康で遺伝的に問題がなく、少なくとも人種的に同等である」場合にのみ婚姻が許可された。また、婚姻が許可された親衛隊員は子供を持つことが義務として定められており、子供のない親衛隊員は給料の一部を受給できなかった。「ゲルマン人種を純粋培養するつもりだ」とヒムラーはことあるごとにスピーチするようになった。ヒムラーは後に植物と絡めて次のように語った。「品種改良をやる栽培家と同じだ。立派な品種も雑草と交じると質が落ちる。それを元に戻して繁殖させるわけだが、我々はまず植物選別の原則に立ち、ついで我々が使えないと思う者、つまり雑草を除去するのだ。私は身長5フィート8インチ（約173センチ）の条件で始めた。特定の身長以上であれば、私の望む血統を有しているはずだからである」。
1932年1月25日にはヒムラーは党本部建物である褐色の家の警備を任され、「共産主義者と警察の妨害から党活動を守る」任務を与えられた。
1932年7月7日、親衛隊の独自性をより強く示すために親衛隊の制服を改定。この時に有名な親衛隊の「黒服」が定められた。黒服のデザインのモデルとなったのはプロイセン王国時代の第1近衛軽騎兵連隊である。

### ナチ党の権力掌握後

#### 政治警察を掌握

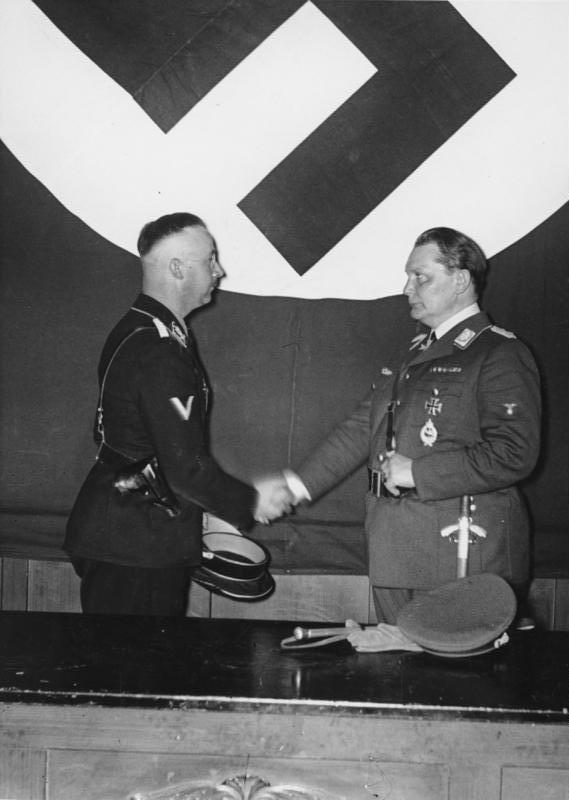
1934年、プロイセン州内相ヘルマン・ゲーリングからゲシュタポ監査官および長官代理に任命された。

ヒトラーが大統領のヒンデンブルクから首相に任命され、政権を掌握した1933年1月30日、多くの党幹部が中央政府や各州の要職に就任したが、ヒムラーには当初何のポストも与えられなかった。ヒムラーが自分をあまり強く推さなかったのが原因であるという。
プロイセン州内相ヘルマン・ゲーリングは2月22日に1万5000人のSS隊員をプロイセン州補助警察として動員した。しかしこの補助警察の指揮権はクルト・ダリューゲが握っていた。3月9日、ヒムラーは、首相ハインリヒ・ヘルトのバイエルン州政府の解体に参加したが、この解体も主導的役割はフランツ・フォン・エップが果たし、ヒムラーの役割は副次的だった。ヒトラーが新しいバイエルンの統治者「バイエルン州総監」に選んだのもエップであった。ヒムラーは自分がそのポストに任命されると期待していたが、ミュンヘン警察長官 (Polizeipräsident von München) のポストが与えられるに留まった。しかし、ヒムラーは不満を漏らすことなく、ひたすら職務に励んだ。彼はハイドリヒをミュンヘン警察第6部（政治部）部長に任命し、党の政治的敵対者を次々と「保護拘禁」させた。
「保護拘禁」した者を収容する施設としてミュンヘン郊外のダッハウにダッハウ強制収容所を設置させ、1933年3月20日にヒムラーが記者会見で同収容所の開設を発表した。同収容所は開設当初から親衛隊が単独で運営していた。1933年4月1日にはバイエルン州政治警察司令官 (Politischer Polizeikommandeur in Bayern) に任命された。
ヒトラー内閣の内相ヴィルヘルム・フリックによる強制的同一化政策によって各州の自治権の取り上げが進む中、1934年1月までにプロイセン州とシャウムブルク＝リッペ自由州を除く各州の政治警察はヒムラーに任せられることとなった。
一方プロイセン州は首都ベルリンを含む国土の半分以上を占める巨大な州であったが、ゲーリングは独自に警察権力を掌握しようとしていたため、当初はヒムラーに警察権力を明け渡そうとしなかった。ヒムラーやハイドリヒはプロイセン州の警察権力を確保するため、大統領であるヒンデンブルクにゲーリング配下のプロイセン州秘密警察ゲシュタポやその局長ルドルフ・ディールスの無法行為を讒言するなどして、ゲーリングに度重なる圧力を与えた。
ゲーリングはヒムラーに対して譲歩した。1934年4月20日、ディールスのゲシュタポ局長 (Leiter des Geheimen Staatspolizeiamtes) の上位職として「ゲシュタポ監査官及び長官代理」 (Inspekteur und stellvertretender Chef des Geheimen Staatspolizeiamtes) を新設し、ヒムラーをこれに任じた。ヒムラーは直ちにゲーリングの息のかかったディールスをゲシュタポ局長から解任し、後任にハイドリヒをゲシュタポ局長に据えた。ゲーリングは1935年11月20日までゲシュタポのトップであるゲシュタポ長官 (Chef des Geheimen Staatspolizeiamtes) の座に留任したが、すでに形式的な存在であり実質的なゲシュタポ指揮権はゲーリングからヒムラーに引き渡されてい た
。

#### 長いナイフの夜

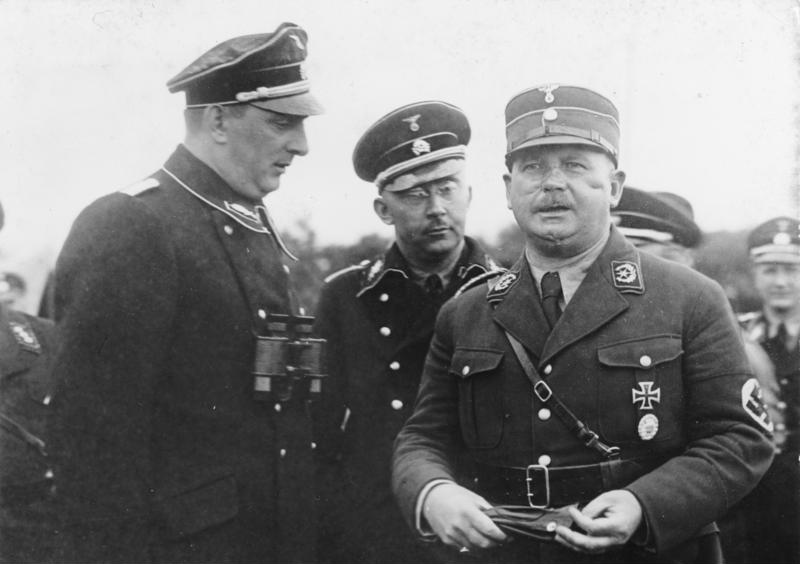
1934年、突撃隊幕僚長エルンスト・レーム（右）とベルリン親衛隊指導者クルト・ダリューゲ（左）と。

一方ヒムラーがゲシュタポを掌握した頃には、エルンスト・レーム率いる突撃隊は、貴族やユンカーが牛耳る国軍に取って替わる第二革命を唱え、国軍との緊張を高めていた。国軍との連携を重視するヒトラーにとって厄介な存在となりつつあった。しかしながら、長年の同志であるレームが相手であるだけに、ヒトラーの突撃隊問題に関する立場は曖昧であった。1934年2月28日にはレームと国防相ヴェルナー・フォン・ブロンベルクに国軍がドイツ唯一の国防兵力であり、突撃隊は訓練など国軍の補助にあたることで合意させて和解させようとした。しかし、突撃隊には不満が残り、レームは反ヒトラー言動を強めた。
ハイドリヒは親衛隊の勢力拡大の蓋になっている突撃隊を粛清するチャンスが来たと見て、レーム一派の抹殺計画を企てた。しかし、ヒムラーにとってレームはかつて最も尊敬した恩人であった。また、その計画を実行に移せば突撃隊と親衛隊に修復不可能な溝ができるため、しばらくは悩んでいた。しかし、結局ハイドリヒに説き伏せられてヒムラーもついにレームら突撃隊幹部を粛清することを企図するようになった。ヒムラーも一度決意したのちは、ためらったり手心を加えることはなかった。
ヒムラーとハイドリヒは、同じく突撃隊の粛清を企図するゲーリングと連携した。突撃隊問題に曖昧な態度をとるヒトラーに粛清を決意させるため、ヒムラー、ハイドリヒ、ゲーリングらは、突撃隊の「武装蜂起計画」をでっち上げることとした。1934年4月下旬から5月末にかけてハイドリヒはレームと突撃隊の「武装蜂起」の証拠の収集・偽造を行った。さらに、ハイドリヒに暗殺対象者リストの作成にあたらせた。
1934年6月はじめ頃から偽造された証拠がばら撒かれて突撃隊「武装蜂起」の噂が流された。この噂を重く受け止めた大統領パウル・フォン・ヒンデンブルクと国防相ブロンベルクは、1934年6月21日に首相ヒトラーに対し、もし突撃隊問題が解決できなければヒトラーの権限を陸軍に移して代わりに処置させると通告した。この通告によりヒトラーは粛清を実行するしかなくなった。また、この頃すでにヒンデンブルクの死が近いことは明らかであった。ヒンデンブルクの死後、ヒトラーは軍に忠誠を誓わせねばならず、そのためには軍が望むレーム以下突撃隊幹部の粛清が必要であった。ヒトラーはこの日に突撃隊の粛清を決意したという。
こうして1934年6月30日に行われた粛清事件「長いナイフの夜」において、親衛隊はレーム以下突撃隊幹部の逮捕と処刑の実行部隊となった。親衛隊はこの「功績」によって、1934年7月20日付けのヒトラーの指令により突撃隊から独立した党内組織として認められた。

#### 全ドイツ警察長官

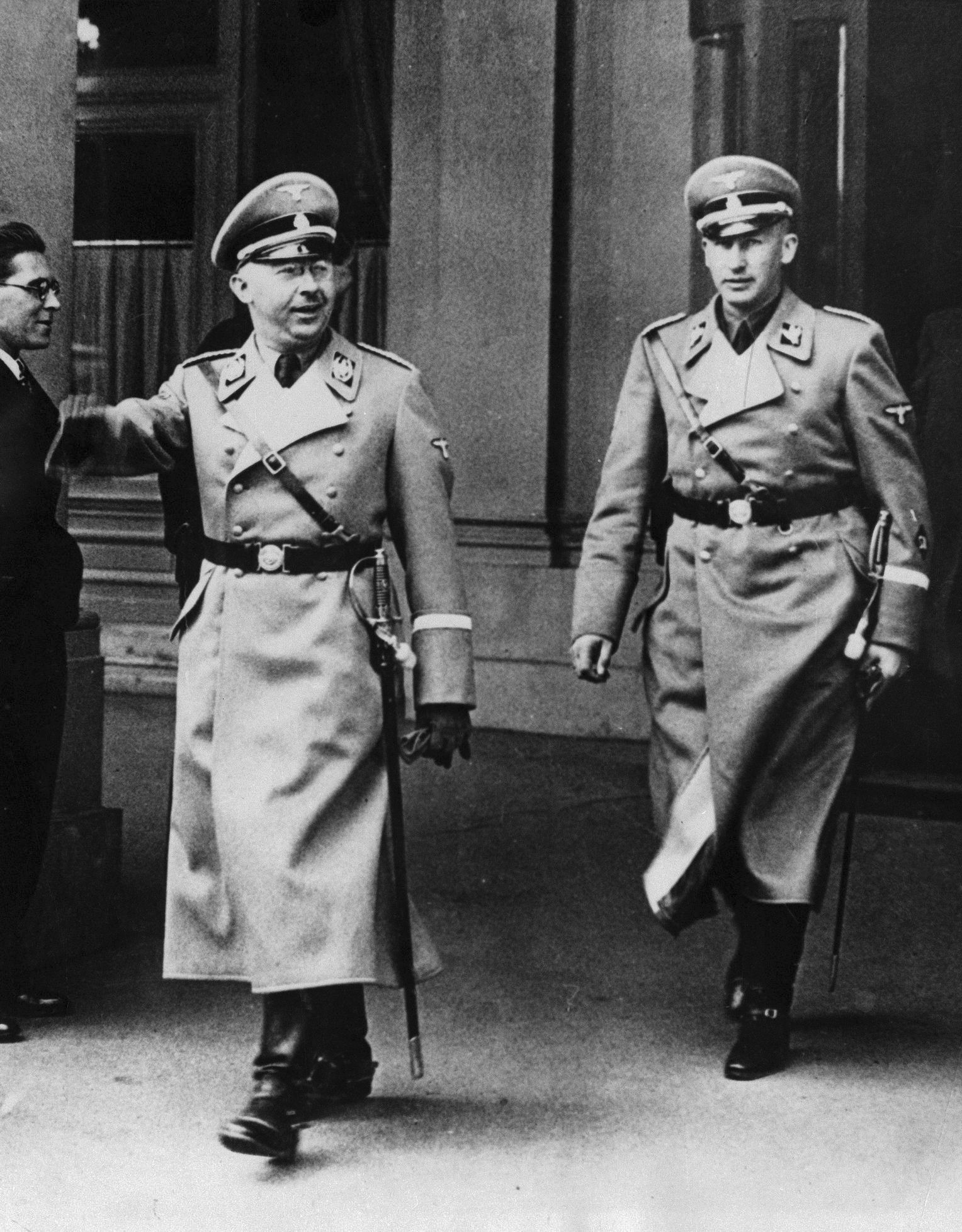
1938年3月。保安警察長官のラインハルト・ハイドリヒと

内相のヴィルヘルム・フリックはヒムラーを嫌い、クルト・ダリューゲを警察指導者にしたがっていた。そのため1934年11月にはダリューゲがドイツ内務省第三局 (Abteilung III)（警察局）の局長に任じられた。フリックはヒムラーを名目的な事務職にしてダリューゲに警察の実権を掌握させる構想を持っていた。しかし、1936年6月9日にヒトラーはヒムラーの全ドイツ警察長官就任と閣議への出席の提案を認めた。フリックはヒトラーに抗議したが、ヒトラーは「ヒムラーを閣僚に任命したわけではない。彼は"官房長官"として閣議に出席するだけだ」と述べてフリックを納得させた。
1936年6月17日付けの総統命令「帝国内務省に直属する全ドイツ警察長官の任命に関する命令」により、ヒムラーは全ドイツ警察長官（Chef der Deutschen Polizei）に任じられた。これを機に警察組織を統合・再編成し、一般警察業務を行う警察部署として秩序警察を発足させ、親衛隊大将ダリューゲを長官に任じた。一方政治警察のゲシュタポと刑事警察は保安警察として統合し、ハイドリヒをその長官に任じた。
さらに1937年11月13日には「親衛隊及び警察高級指導者」（Höherer SS und Polizeiführer、略称HSSPF）の職を新設してドイツの各地域に配置した。この職はヒムラーの親衛隊全国指導者と全ドイツ警察長官の地位をその地域において代行する者であった。
1939年9月27日にはハイドリヒの傘下にあったSDと保安警察を統合させて、国家保安本部 (RSHA) を親衛隊内に設置させた。

#### 強制収容所掌握
「長いナイフの夜」の後、すべての強制収容所は親衛隊の管轄となり、ヒムラーは、ダッハウ強制収容所の所長だったテオドール・アイケを全強制収容所監督官、親衛隊髑髏部隊（強制収容所看守部隊）総監に任命した。
突撃隊やゲーリングが創設した強制収容所はほとんどが閉鎖されていった。代わりに1936年9月にザクセンハウゼン強制収容所、1937年7月末にブーヘンヴァルト強制収容所、1938年8月にマウトハウゼン強制収容所、1938年11月にフロッセンビュルク強制収容所、1939年5月にラーフェンスブリュック強制収容所が創設された。
ヒムラーが全ドイツ警察長官になると保護拘禁の範囲が拡大された。もともとは政治犯のみが保護拘禁の対象であったが、「常習的犯罪者」と「反社会分子」も保護拘禁されて強制収容所へ入れられるようになった。なお、戦前期には人種だけを理由として強制収容所に入れられるケースは基本的にはなかった。ユダヤ人がユダヤ人であるというだけで強制収容所に入れられるようになったのは戦中のことである。ただし、例外として1938年11月の「水晶の夜」事件で逮捕されたユダヤ人3万人は強制収容所に移送されているが、ほとんどの者は数週間で釈放されている。

#### 企業経営
ヒトラー内閣発足以降、親衛隊はノルトラント出版社、ドイツ土石製造有限会社 (DEST)、ドイツ装備製造有限会社 (DAW)など、様々な企業経営も行っていた。海軍の主計将校であったオスヴァルト・ポールを親衛隊本部の経済部門の部長に任じ、これらの企業の経営を任せた。親衛隊企業の労働力の多くは強制収容所の囚人が充てられ、アイケの強制収容所監視官の地位もポールの下に置かれていた。ヒムラーは親衛隊企業の中では磁器製造会社の経営に強く関心を示していた。同会社は彼が経営にしばしば口を出していたためか常に赤字で、会計士からも常に再編や廃業の勧告を受けていたが、最後まで聞き入れず経営を続けた。

#### 工作活動
こうした警察権力掌握の過程の中で、親衛隊は国内外の様々な政治事件に暗躍した。戦争計画に批判的であった陸軍元帥ヴェルナー・フォン・ブロンベルク国防大臣と陸軍上級大将ヴェルナー・フォン・フリッチュ陸軍総司令官をスキャンダルで失脚させたり、海外でもソヴィエト連邦陸軍元帥ミハイル・トゥハチェフスキーをはじめとする赤軍首脳部が粛清されるよう謀略工作を行った。また、オーストリア首相エンゲルベルト・ドルフースの暗殺にも関与し、オーストリア・ナチスによるクーデター計画を支援したが、これは失敗に終わった。

#### 親衛隊の軍隊化

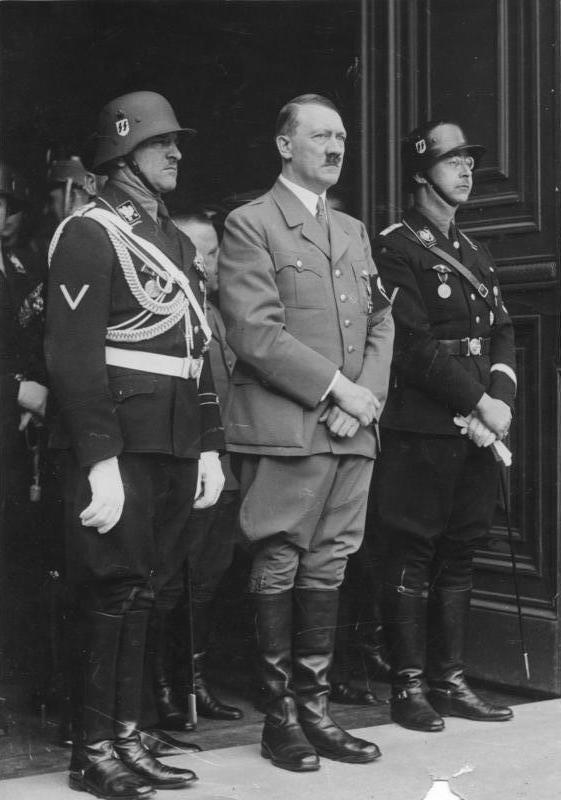
1937年、ヨーゼフ・ディートリヒ（左）とアドルフ・ヒトラー（中央）と。

1933年3月17日にヒムラーはヒトラーをボディーガードする警護部隊の創設を命じられ、親衛隊の精鋭117名を選抜して「SS司令部衛兵班ベルリン」(SS-Stabswache Berlin) を創設させた。指揮官にはヨーゼフ・ディートリヒを任じた。この部隊は後に「ライプシュタンダルテ・SS・アドルフ・ヒトラー」（Leibstandarte SS Adolf Hitler、略号：LAH、LSSAH）の名を与えられ、戦時中には武装親衛隊 (Waffen-SS) の最精鋭師団となる。しかし、ディートリヒはこの部隊をヒトラーだけからの責任を負い、ヒムラーから切り離した存在にしたがっており、発足時から部隊の指揮権をめぐって、ヒムラーとディートリヒの間で争いがあった。
これに触発されたヒムラーは、SSの軍隊を欲しがるようになり、司令部衛兵班創設と同じ時期に自動車化された機動力を持ち、警察より強力な火力を備えた「政治予備隊」(Politische Bereitschaft) を創設させ、いくつかの親衛隊上級地区に配置した。アドルフ・ヒトラーも軍の枠組みにとらわれずに自由に動かせる「私軍」を欲しがっていた。ナチ党の私兵部隊の突撃隊には反ヒトラー派も多く、ヒトラーの「私軍」になりうる余地はなかった。1934年6月末、国軍 (Reichswehr) と争っていた突撃隊幹部は長いナイフの夜事件において粛清された。突撃隊の粛清にあたったのはヒムラーら親衛隊であり、この件で親衛隊は国軍の軍部から高い評価を得ることとなった。ヒトラーは親衛隊の中に軍隊を置くことを模索するようになった。国防相ヴェルナー・フォン・ブロンベルクは親衛隊が三連隊の軍隊を保有することを承認した。これを承けてヒトラーは、1934年9月24日に三軍司令官に対して、国軍をドイツ唯一の国防組織と認めつつ、武装した親衛隊部隊を三連隊と一通信隊を置くことを通達した。この通達に基づき設置されたのが親衛隊特務部隊であった。特務部隊は戦時には陸軍の司令権限を認めつつ、平時にはヒムラーが指揮を執るとされた。特務部隊の扱いは軍隊と同等であり、特務部隊の隊員は給与支給帳 (Soldbuch) と軍歴手帳 (Wehrpaß) の所持を認められて軍人扱いを受けた。
こうして政治予備隊が1934年9月24日に親衛隊特務部隊 (SS-VT) に再編されて軍隊化される運びとなった。
特務部隊の編成や訓練は国軍（1935年以降国防軍 (Wehrmacht) と改称）の協力を得て進められた。1934年10月にはバイエルン州バート・テルツに親衛隊の士官学校が創設され、さらに翌年にはブラウンシュヴァイクにも親衛隊士官学校が開設された。特務部隊の軍事教練にはパウル・ハウサー（1932年まで国軍で中将をしていた人物で、1934年から親衛隊に招かれていた）が大きな役割を果たし、ヒムラーの「政治的兵士」たちを実戦に出せるレベルまで叩き上げた。
1936年10月1日、ヒムラーは親衛隊特務部隊の管理のため、パウル・ハウサーを長とする親衛隊特務部隊総監部を創設させた。

### 戦時中

#### 警察活動

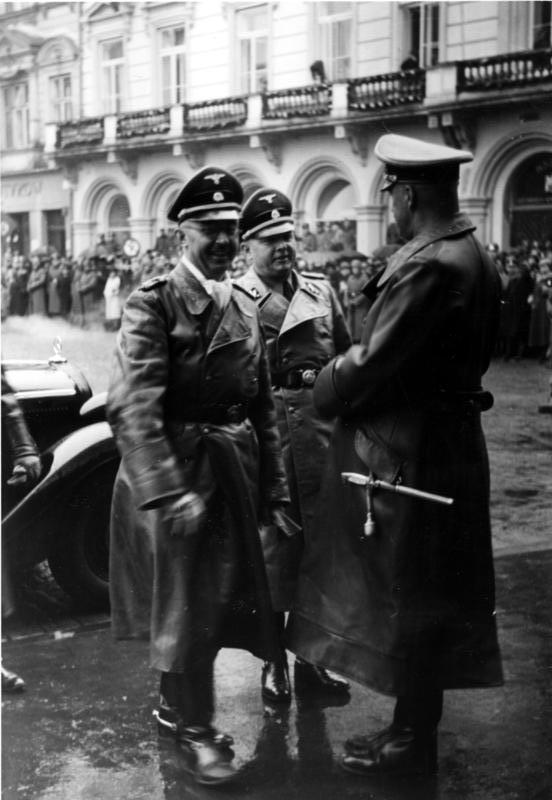
ブルーノ・シュトレッケンバッハと（ポーランド、1939年）

1939年8月、ヒトラーからポーランド侵攻の口実を作るよう命じられたヒムラーは、ハイドリヒに計画を策定させた。こうして1939年8月31日にSDにより実行に移されることになるのがグライヴィッツ事件であった。この作戦は「ヒムラー作戦」と命名されていた。SD工作員アルフレート・ナウヨックスがポーランド軍人に成りすましてポーランドのグライヴィッツ放送局を占拠し、反独演説を行った。この事件を口実に、ヒトラーは「いまやドイツとポーランドは戦争状態に入った」としてポーランドとの戦争を国会において宣言したのであった。
しかし、大戦前期にはヒムラーがヒトラーからの信用を損なう事件もいくつか存在した。1939年11月8日、ヒトラーはビュルガーブロイケラーでミュンヘン一揆16周年記念演説を行ったが、この際にヒトラーが退席した後に、時限爆弾の爆発で7人が死亡、63人が負傷する事件が発生。11月8日夜にスイスへ不法越境しようとしたゲオルク・エルザーが容疑者として浮上した。ヒトラーはエルザーの背後にイギリスがいると睨み、ヒムラーは背後関係の捜査を命じた。ヒムラーはヒトラーの期待に応えるべく、エルザーの元に赴いて自らの手でエルザーの拷問を行っている。エルザーは爆弾犯が自分であることは認めたが、単独犯であると主張してイギリスの陰謀は否定した。ヒムラーはイギリスの陰謀立証に失敗し、ヒトラーから叱責を受けることとなった。

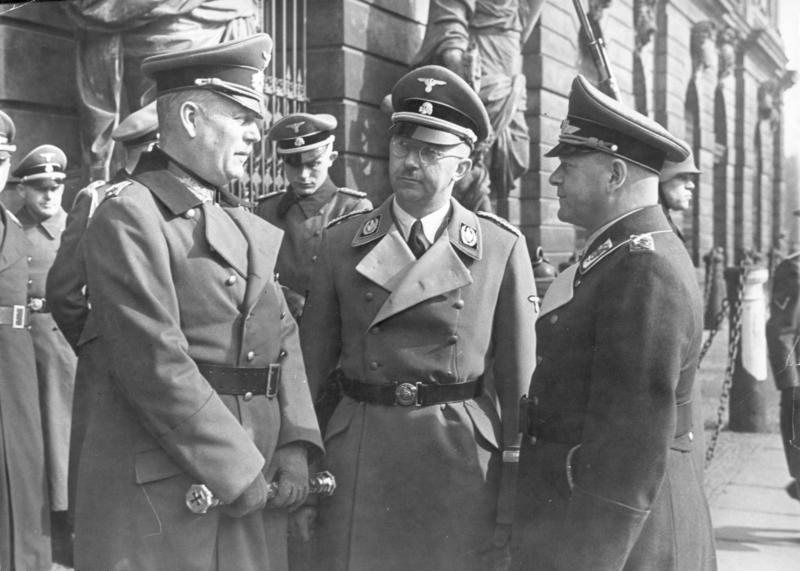
1942年3月、ベルリン。カイテル元帥、ヒムラー、ミルヒ元帥。

また、ヒムラーやSDのハイドリヒは、ルーマニアの「鉄衛団」を支持していたが、「鉄衛団」は1941年1月に統治者のイオン・アントネスクに対して反乱を起こす。ヒトラーや外相のヨアヒム・フォン・リッベントロップはアントネスクを支持したが、SDはなおも「鉄衛団」を擁護し、ホリア・シマ以下その幹部を救出している。この一件はヒトラーの怒りに触れ、現地のSD将校は処分された。リッベントロップはこれをSSの勢力拡大を止める好機と見て1941年8月9日にヒムラーに協定を結ばせ、国家保安本部や警察随行官の通信文を大使や公使に目を通すことを認めさせ、SDの干渉に歯止めをかけようとした。さらに、リッベントロップはかつてSSと敵対したSAの幹部を公使に続々と任命するようになった。しかしながら、戦争が進むにつれて外務省の役割は減っており、リッベントロップがヒムラーやSSの躍進を止めるには至らなかった。
1942年6月4日、国家保安本部長官兼ベーメン・メーレン保護領副総督を務めていたハイドリヒは、イギリスが送りこんできたチェコ人暗殺部隊に暗殺された。しばらくはヒムラーが国家保安本部長官職を兼務し、国家保安本部I局（人事局）局長ブルーノ・シュトレッケンバッハ親衛隊少将を長官代理に任命して国家保安本部長官の実務を担わせていたが、1943年1月からはヒトラーの同意も得て親衛隊大将エルンスト・カルテンブルンナーを後任に任じた。1943年8月20日、ヒムラーはフリックに代わって内相に就任し、名実ともにドイツ警察の支配者となった。

#### 武装親衛隊の指導者

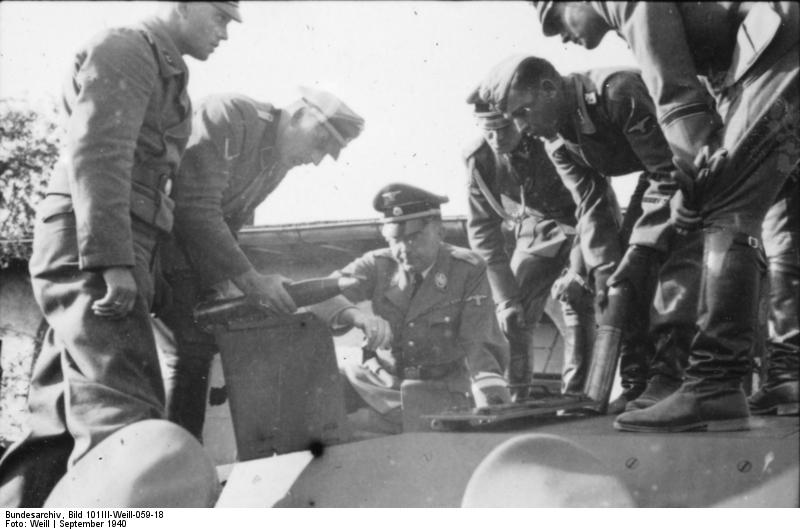
1940年9月。第1SS装甲師団の戦車を視察する

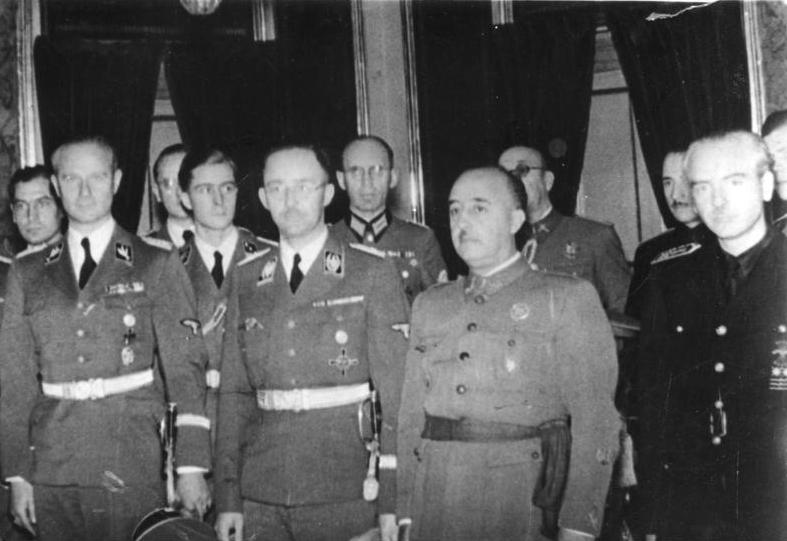
フランコ総統と（1940年）

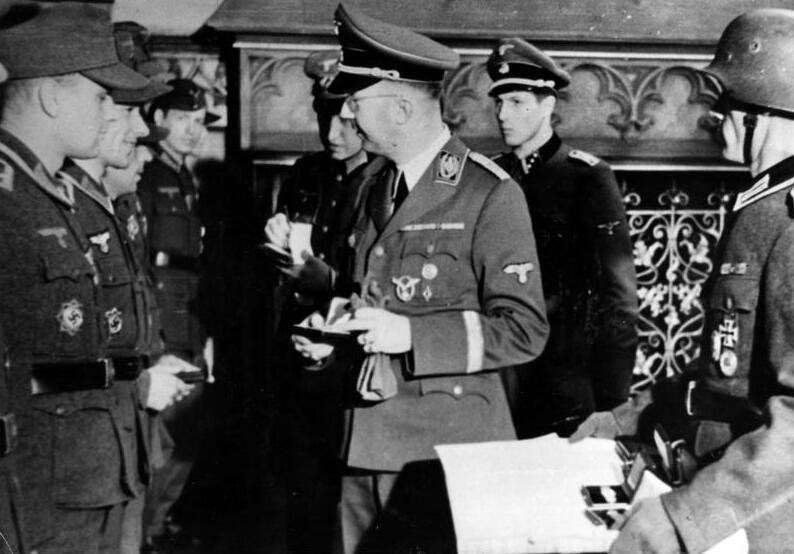
1944年12月、ヴァイクセル軍集団司令官として

1939年5月、ヒトラーは2万人の兵員限定をつけながらも親衛隊特務部隊の師団編成を認めた。ヒムラーは師団創設のため砲兵連隊の設立を急いだが、1939年9月のポーランド侵攻までに間に合わずに、親衛隊特務部隊はこの戦争を連隊編成で参加した。ポーランド戦後に改めてヒトラーから師団昇格を認められた。1940年4月22日の親衛隊作戦本部の司令により親衛隊特務部隊は武装親衛隊 (Waffen-SS) と名を変えた。武装親衛隊は急速に拡張され、大戦を通じて38個師団90万の兵力を数えるまでに成長した。国防軍に比べると損害率や戦死者・負傷者が多かったが、ヒムラーはこの理由について「国防軍が困難な任務を親衛隊に与えるため」と説明していた。
武装親衛隊の兵員募集は、親衛隊本部の長官である親衛隊大将ゴットロープ・ベルガーが主導的役割を果たした。ベルガーは国防軍と折り合いをつけながら兵員確保に励んだ。また国防軍の徴兵対象にないヒトラー・ユーゲントなどの若年層やドイツ系外国人なども盛んに集めた。やがて非ドイツ系の外国人も受け入れも開始した。ソ連との戦いを「反共十字軍」になぞらえて武装SSに勧誘した。ヒムラーは非ドイツ系外国人とりわけ東方諸民族の受け入れにはアレルギーがあったが、ベルガーに説得されて戦争の拡大とともに外国人の受け入れもやむなしとなった。武装親衛隊の中にはインド人で構成された部隊やボスニアのイスラム教徒を中心に構成された師団まで存在した（第13SS武装山岳師団）。

#### ヒムラーとホロコースト

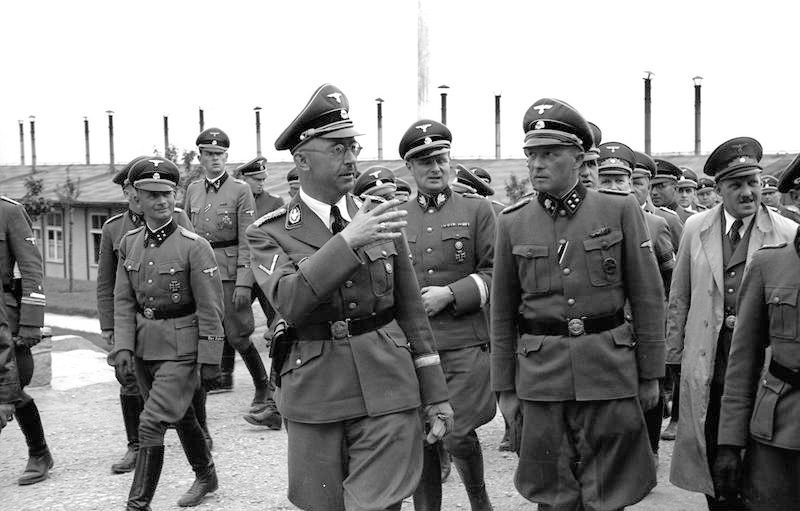
1941年4月、マウトハウゼン強制収容所の視察。話しかけている人物は所長フランツ・ツィライス親衛隊少佐（当時）。

開戦前から戦争初期にかけてヒムラー以下親衛隊はユダヤ人の国外追放を行っていた。1938年にオーストリアの「ユダヤ人移民局」の局長になったSDユダヤ人課のアドルフ・アイヒマンが注目され、1939年1月にはベルリン内務省内に「ユダヤ人移住中央本部」が設置されてアイヒマン方式が全国に拡大された。1939年10月7日にはヒムラーはドイツ民族性強化国家委員 (Reichskommissar für die Festigung des deutschen Volkstums) に任命された。この権限に基づき、彼は親衛隊の本部の一つとして「ドイツ民族性強化国家委員本部」(RKFDV) を設置し、親衛隊大将ウルリヒ・グライフェルトを本部長に任じた。アーリア人の支配民族思想に基づいてヨーロッパ・ユダヤ人の東方への植民・強制移住政策を推し進めた。
1939年9月のポーランド侵攻後、国家保安本部は占領下ポーランドやソ連占領地域にアインザッツグルッペン（特別行動部隊）を派遣してユダヤ人を含む反体制ポーランド住民を銃殺した。しかしながら、この時期に親衛隊がユダヤ人の絶滅を計画していたわけではないと見られている。ヒムラーも1940年5月に「ユダヤ人根絶のボルシェヴィキ的方法は信念として非ゲルマン的であるし、不可能である」と述べている。ユダヤ人絶滅政策（ホロコースト）の決定はヒムラーではなくアドルフ・ヒトラーによるものと考えられており、ヒトラーがホロコーストを決意したのは1941年夏であったと言われる。しかし、ヒトラーの命令を受けて、実際にホロコーストを計画したのはヒムラーと親衛隊であった。
1941年6月にバルバロッサ作戦（独ソ戦）が発動された後に、国家保安本部はアインザッツグルッペンをソビエトロシアに進撃する国防軍に追随させ、占領地のユダヤ系住民を大量虐殺した。この独ソ戦下のアインザッツグルッペンの活動はユダヤ人の絶滅を意図して行ったホロコーストの一部とみなされている。1941年8月、ヒムラーは、オーバーシュレージエン州にあるアウシュヴィッツ強制収容所所長ルドルフ・フェルディナント・ヘスをベルリンに呼び出し、ヨーロッパ中のユダヤ人を絶滅させることを告げ、アウシュヴィッツを絶滅収容所に改築することを命じた。これを承けてヘスはアウシュヴィッツにガス室を設置させた。さらに、ポーランドにユダヤ人の殺戮だけを目的としたベウジェツ強制収容所、ソビボル強制収容所、トレブリンカ強制収容所の三大絶滅収容所が建設された。ユダヤ人はヨーロッパ各地からアウシュヴィッツをはじめとするポーランド東部の絶滅収容所に集められ、ガス室等で大量虐殺されるようになった。当時はゲシュタポのユダヤ人課課長となっていたアイヒマンが、ユダヤ人の列車輸送の手配および直接のユダヤ人狩り立てに深く関与している。
正式にユダヤ人絶滅が国家政策として定められたのは、1942年1月20日、国家保安本部長官ハイドリヒがベルリンのヴァンゼー湖畔の高級住宅地にある邸宅で関係省庁の次官級を集めて行ったヴァンゼー会議であるとされる。この会議でユダヤ人問題の最終的解決について各官庁の分担範囲を決定したといわれる（一方、アインザッツグルッペンや絶滅収容所でのガス殺は1941年にはすでに開始されていることから、この会議はゲーリングからユダヤ人問題の最終的解決の委任を受けていたハイドリヒがヒムラーのユダヤ人問題への口出しを牽制するために開いただけの会議であるなどという説もある。ちなみに、会議の出席者アイヒマンもこの会議開催にハイドリヒが、自分の権限を誇示するための意味があったことを主張している。
一般的にヒムラーや親衛隊は、無差別にユダヤ人を虐殺していたというイメージが付きまとうが、実際のところはそうではない。親衛隊経済管理本部長官であり、強制収容所運営の責任者であるオズヴァルト・ポールは、一貫して強制収容所に移送したユダヤ人の軍需産業への奴隷労働力としての使用を目指していた。労働できる者は絶滅政策の事実上の対象外として、過酷な強制労働に従事させられた。アウシュヴィッツ所長ルドルフ・ヘスもその回顧録に「アウシュヴィッツへ送られてくるユダヤ人は本来すべて抹殺されるはずであったが、ドイツ・ユダヤ人が最初に送られてきた頃にはすでに労働可能な者を選別して収容所の軍需目的に使用するようにという命令が出されていた」と書いている。総力戦体制が強まる中で、強制収容所の奴隷労働力はナチスにとってますます重要となっていた。ヒムラーは強制収容所の囚人の死亡率を下げることを一貫して命じ続け、親衛隊経済管理本部もそれに努力していた。
一方で「労働不能」とされたユダヤ人は、ナチスにとって全く役に立たないばかりか、既に悪かったドイツの食糧事情をさらに悪化させる厄介な存在であった。そのため即時に絶滅対象とされた。戦時中に行われたユダヤ人絶滅政策とは基本的に「労働不能」と認定されたユダヤ人の絶滅政策であった。ヒムラーやポールの命令を受けて、アウシュヴィッツやマイダネク強制収容所でも「労働不能者」（＝ガス室送り）と強制労働させる者の選別が行われていた。この選別にあたっては親衛隊軍医が大きな権限を持ち、ヨーゼフ・メンゲレはその典型として悪名高い。
また、駐日ドイツ大使館付警察武官として東京に赴任した親衛大佐のヨーゼフ・マイジンガーは、1942年6月にヒムラーの命を帯びて上海に赴いた。マイジンガーは日本に対し、上海におけるユダヤ難民の「処理」を迫り、以下の3案を提示した。「黄浦江にある廃船にユダヤ人を詰め込み、東シナ海に流した上、撃沈する」、「ユダヤ人を岩塩鉱で強制労働に従事させる」、「長江河口に収容所を建設し、ユダヤ人を収容して生体実験の材料とする」。しかし、日本政府は悪質なうえに人道に悖るドイツ側の提案を完全に拒絶した。
ヒムラーはヒトラーのユダヤ人絶滅指令について、通常では耐え難い命令であった、と述べているが、あくまでこれを完遂するつもりであった。したがって、労働に従事させる者もいずれは殺害するつもりであった。1942年秋にはヒムラーが法相のオットー・ゲオルク・ティーラックとの会談で「労働を介した絶滅」という言葉を口にしたことはそれを端的に表していると言えよう。

#### ヒトラー暗殺計画

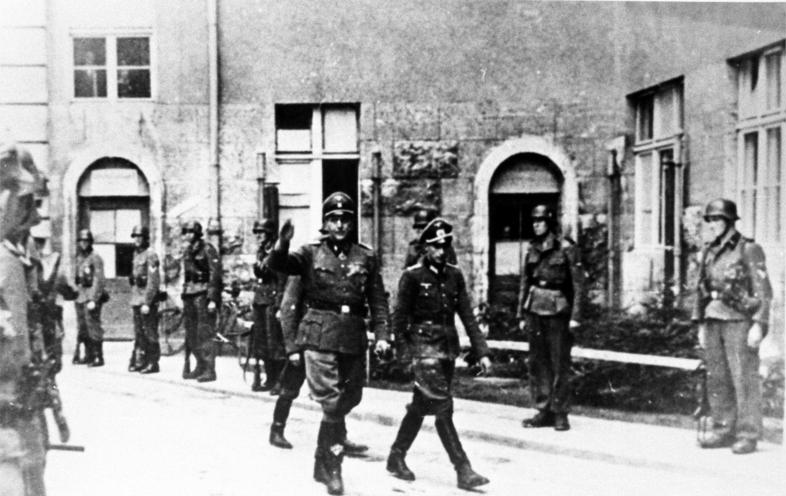
1944年7月21日、ヒムラーの命令でベルリンのベンドラー街（国防省）を占拠した武装親衛隊。

ドイツの戦況悪化とともに国防軍不信に陥ったヒトラーは、親衛隊に信頼を寄せるようになっていった。1944年2月14日には国防軍情報部（アプヴェーア）部長で海軍大将のヴィルヘルム・カナリスが失脚。ヒトラーはアプヴェーアの機能を国家保安本部第6局（国外諜報 (Ausland-SD) 局長のヴァルター・シェレンベルク）の下に吸収させ、同局の軍事情報部とすることを認めた。
1944年7月20日午後0時40分過ぎに、東プロイセン・ラステンブルクにあった総統大本営「ヴォルフスシャンツェ」の会議室において、ヒトラーが将校たちと会議中に参謀で大佐の（国内予備軍参謀長）クラウス・フォン・シュタウフェンベルクが仕掛けた時限爆弾が爆発した。将校や速記者に死亡者・負傷者が出たが、ヒトラーは軽傷を負うにとどまった（7月20日事件）。
事件発生時にヒムラーは25キロメートル離れたマウルゼー湖畔のSS本部にいたが、午後1時頃に事件を知ると、ただちにラステンブルクの総統大本営へ急行し、わずか30分で到着した。
ヒムラーは総統大本営に到着すると、SS隊員とともに捜査を開始した。会議室から一人姿を消したシュタウフェンベルクが犯人であると確信し、ベルリンにいたSS上級大佐フンベルト・アーハマー＝ピフラーダーにシュタウフェンベルクの逮捕を命令した（しかし、ベンドラー街へ逮捕に向かったピフラーダーが、シュタウフェンベルクらによって身柄を確保されてしまっている）。ヒトラーはシュタウフェンベルクの上官である国内予備軍司令官で上級大将のフリードリヒ・フロムも何らかの形で謀反に関わっていると考え、ヒムラーを新たな国内予備軍司令官に任命し、ベルリンへ行くよう命じた。予備軍とはいえ、ヒムラーは念願の軍司令官の地位を手に入れたことになる。午後5時頃にヒトラーと別れる際に「総統、後のことは私にお任せください」と述べている。
ヒムラーがベルリンに到着した7月21日明け方にはすでにシュタウフェンベルクら首謀者はベンドラー街（国防省）においてフロムの命令で銃殺されており、その遺体は彼の指示で勲章や階級章や軍服などを身に着けたまま軍人として埋葬されていた。ヒムラーはただちに武装SSを動員してベンドラー街を占拠、シュタウフェンベルクらの遺体を掘り起こさせて勲章などを剥奪すると、火葬のうえ遺灰は野原にばら撒かせた。
ヒムラーは国家保安本部長官エルンスト・カルテンブルンナーに大々的な捜査・逮捕を命じた。彼の指揮の下に捜査が進められ、最終的に5,000人程が処刑され、数千人が強制収容所へ送られた。「長いナイフの夜」事件以来の大規模な政治犯の逮捕劇となった。
ヒムラーは一連の謀反の最大の鎮圧者となったが、実際は事前に暗殺計画を把握していながら、事件の発生を黙認した可能性も指摘されている。事件直前の7月17日、ゲシュタポはヒトラー暗殺計画の可能性があり、その容疑者としてカール・ゲルデラーと上級大将のルートヴィヒ・ベックの逮捕状を出すようにヒムラーに求めているが、彼はなぜか拒否している。戦後にSDのある将校は「ヒムラーは表向き引き延ばし戦術をとっていた」と証言している。彼が一旦実行に移させてから一網打尽にしたほうがよいと判断したのか、それともヒトラー暗殺を期待していたのかは定かではないが、いずれにせよこの暗殺計画は失敗に終わり、その後のヒムラーはいつも通り反逆者の逮捕・処刑の実行者となった。
国防軍の将校たちが暗殺事件に関与していたことは、軍の地位低下につながった。それは親衛隊が国防軍に対して絶対的な優位を確立したことを意味した。同じ日にヒトラーがヒムラーを国内予備軍司令官に任じたことも、このことのだめ押しとなった。予備軍の実務は親衛隊大将ハンス・ユットナーが代行した。また陸軍兵器局が中心に開発してきたV2ロケットの生産・運用も、陸軍から親衛隊経済管理本部の手に移っている。

#### 軍司令官として
ヒムラー自身は、自分が実戦にたずさわった経験がなく、その点でまともな軍歴を持っていないことに劣等感を抱いていた。そこでヒムラーは、自分が軍司令官として実戦を指揮して赫々たる戦果を挙げることを熱望するにいたった。ヒムラーはヒトラーにこうした希望を述べ、ヒトラーの側近であったマルティン・ボルマンもこれを支持したため、1944年12月2日にヒムラーはオーバーライン軍集団司令官に就任し、西部戦線で指揮を執ることとなった。ヒムラーのオーバーライン軍集団はシュトラースブルクまで数kmまで迫ったが、結局アメリカ軍の反撃にあってライン川の向こうへ撃退された。
しかしヒトラーはオーバーライン軍集団でのヒムラーの指揮を評価し、1945年1月23日にヒムラーを東部戦線のヴァイクセル軍集団司令官に任じた。参謀総長ハインツ・グデーリアン上級大将はこの人事に反対したが、ヒトラーは強行した。ヒムラーは今度こそ戦勝報告をヒトラーにもたらそうと張り切り、予備軍や武装親衛隊の残存兵力をかき集め、またフェリックス・シュタイナーをはじめとする有能な武装親衛隊将校を招集した。ドイツ本土に迫るソ連軍を迎え撃つが、すでにドイツ軍は消耗しきっており、しかも部隊指揮経験を持たないヒムラーはまともな作戦指揮ができなかったため、ソ連軍にオーデル川を突破された。グデーリアンはヒムラー降ろしを急ぎ、結局、最後にはヒトラーも司令官の首を挿げ替えることに同意し、1945年3月20日、同軍集団の司令官職は陸軍大将のゴットハルト・ハインリツィに替えられた。この件でヒムラーの権威は大きく傷ついた。
ボルマンがヒムラーの司令官就任を支持したのは、ヒムラーが軍事的素養を持たず軍司令官としては失敗することを見越していたのであり、これを利用してヒムラーの権威を失墜させようとしていたのであった。さらにボルマンは、ヒムラーがヒトラーの至近にいたのでは自分がヒトラーの耳を独占することができないため、ヒムラーを戦線に行かせることによってヒトラーから遠ざけることを企んだのである。案の定、ヒムラーは軍司令官としては馬脚を現し、ボルマンはヒトラーに対してヒムラーの無能ぶりを吹き込むことに成功した。

### 戦争末期

#### 講和交渉
大戦末期の1945年春、ヒムラーはドイツ勝利の確信を失っていた。これは専属マッサージ師フェリックス・ケルステンやSD第VI局（対外諜報）局長ヴァルター・シェレンベルクらとの会話から確認できる。ヒトラー政権が存続するためには、ソ連を除いたアメリカとイギリスとの講和が必要であると認識していた。
シェレンベルクの斡旋で1945年2月19日、訪独したスウェーデン赤十字社のフォルケ・ベルナドッテ伯爵とヒムラーは、入院していたホーエンリューヒェン療養所において初めて会見した。ベルナドッテは米英との和平のためには強制収容所の囚人の解放がよいと薦め、まずスカンディナヴィア系の強制収容所抑留者をスウェーデンに引き渡してほしいと求めた。しかし、ヒムラーは「もしその要求に応じたら、スウェーデンの新聞はでかでかと書くでしょうね。"戦犯ヒムラー、最後の土壇場で責任逃れ。今から免罪対策"とね。」と述べて拒否した。さらに戦況が悪化し、ヒムラーはついにアメリカとイギリスに対しては降伏も視野に入れ、米英軍とドイツ軍の残存兵力でもって協力してソ連と戦うことを望んだ。4月2日にヒムラーは再度ベルナドッテと面会した。ヒムラーは西部戦線における条件付き降伏を米英に提案するよう求めた。ベルナドッテは「ヒムラーがヒトラーの後継者を名乗ること。ナチスを解体させて党員を配置換えすること。スカンディナヴィア系の強制収容所抑留者を釈放すること」などを条件として求め、ヒムラーはこれに応じた。その後もヒムラーとベルナドッテは4月20日と4月24日に面会して米英に対しての降伏に向けた調整を続けた。
1945年4月20日、最後の総統誕生日にヒムラーはベルリンの総統地下壕に入り、ヒトラーと面会した。しかし、憔悴したヒトラーにはすでに戦局への希望を失っており、早々に地下壕を出ると、部分降伏に向けた工作を再開した。4月21日午前2時、ケルステンの地所でシェレンベルクとともにアメリカ政財界に強い影響力を持つ世界ユダヤ人会議の特使ノルベルト・マズーアと極秘に面会し、アメリカ政府への執り成しを求めた。ヒムラーはマズーアに「君たちユダヤ人と我々国家社会主義者は、共に争いの斧を降ろす時である」などと述べた。マズーアは親衛隊の側が一方的にユダヤ人に斧を振り降ろしていたにも関わらず身勝手な言い草だと思いつつも、いくらかの同胞の救命の可能性に賭けてヒムラーとの交渉を続けた。マズーアはスイスかスウェーデンに向かうことができる場所の強制収容所に収容されているユダヤ人については速やかに解放すること、それ以外の場所の強制収容所に収容されているユダヤ人については、その強制収容所を無抵抗で連合軍に明け渡すまでは人間的な待遇を与えることを条件として提示した。ヒムラーはそれを了承した。
ベルナドッテはアメリカ政府にヒムラーの西部戦線降伏提案を伝えていたが、4月29日、アメリカの大統領トルーマンは「部分降伏はありえず」として、正式に提案の拒絶を発表し、ヒムラーは落胆した。しかもこの彼の活動は1945年4月28日、BBCのラジオ放送によって「無条件降伏を申し出た」という旨で暴露され、やがてヒトラーの知るところとなる。

#### 解任
ヒトラーは、かねてからヒムラーとの間の連絡将校であるヘルマン・フェーゲラインが亡命を企てて逮捕されたことや、ベルリンの戦いにおける武装親衛隊の不活発さが原因でヒムラーに不信感を持っていたが、自ら「忠臣ハインリヒ」と呼んでいたヒムラーの忠誠を疑うことはなかった。BBCの報道を知った時のヒトラーは「あのヒムラーに裏切られた」として激怒した。彼は即座にヒムラーの全官職を剥奪し、逮捕命令を出した。当時のヒムラーの官職は親衛隊全国指導者、内務大臣、全ドイツ警察長官、国民突撃隊総司令官であった。
しかし、当時の伝達機能の制限により、ヒムラーの逮捕命令が伝達されたのはドイツ北部の指揮権を持っていた海軍総司令官カール・デーニッツの許に届いたものに限られた。デーニッツは逮捕命令を受領するが、命令にはヒムラー以外のドイツ北部の全反逆者の処置命令も附属していたために実行が困難であり、またヒムラーが依然として警察や親衛隊を掌握しており、その兵力が多かったために命令を無視している。
5月1日午前0時頃、ヒムラーは親衛隊員たちを引き連れてフレンスブルク政府のデーニッツの元を訪れた。デーニッツは不測の事態に備えて、Uボートの水兵で周りを固めた。自身も銃を書類の下に隠し持っていたという。彼はここでヒトラーの電報をヒムラーに見せ、総統が死んだこと、自らが後継者に指名されたこと、そしてヒムラーは解任されたことを告げた。電報を読んだヒムラーの顔は青ざめ、しばらく考えこんだ様子であったという。しかし、すぐにデーニッツに祝福の言葉を述べ、みずからが次席としてデーニッツを支えたいと述べた。彼はこれを拒否したが、親衛隊や警察勢力の離反を警戒して結局シュレースヴィヒ＝ホルシュタイン州の行政長官の地位を与えた。
しかし、戦時中から米英において「ホロコーストの執行者」「強制収容所の支配者」として悪名高かったヒムラーは、降伏処理のために設立された臨時政府であるフレンスブルク政府にとっては邪魔な存在であった。5月6日17時頃、デーニッツはヒムラーと東方占領地域大臣アルフレート・ローゼンベルクらに解任を申し渡した。ヒムラーは首相代行フォン・クロージクと会談したが、結局デーニッツとの交渉を諦めた。

### 逃亡と死

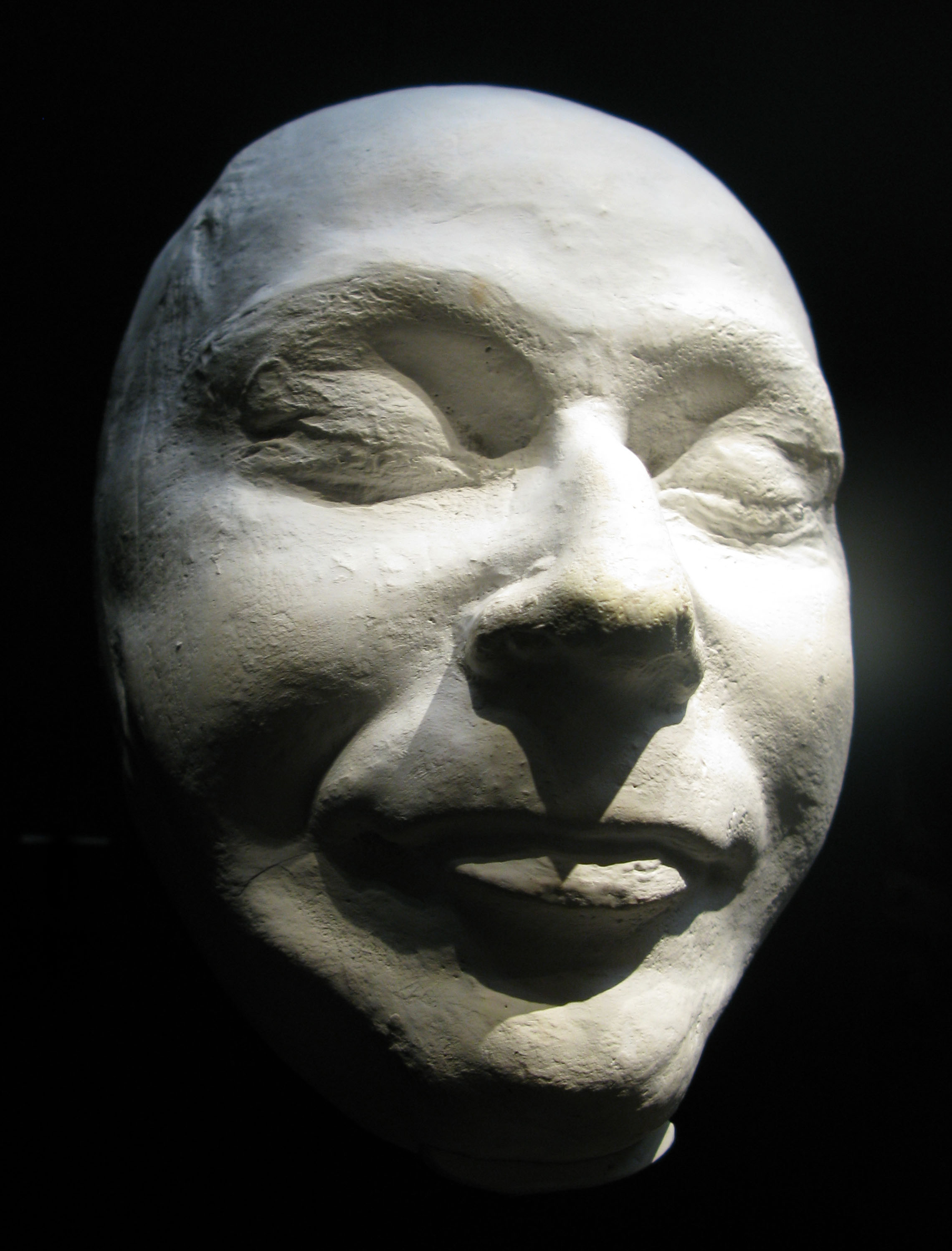
ヒムラーのデスマスク

フレンスブルク政府を放逐されたヒムラーは5月20日に「野戦憲兵曹長ハインリヒ・ヒッツィンガー」として、髭を剃って眼帯を装着、ルドルフ・ブラント、カール・ゲプハルトなどの側近たちとともにホルシュタインからエルベ川を超えて逃亡した。5月22日、ブレーマーフェルデとハンブルクの間にあるバルンシュテット村のはずれでイギリス軍に拘束され、捕虜としてリューネブルクの捕虜収容所に送られた。
ヒムラーは何度も強制収容所を視察し、部下が実際に何をしているかをよく知っており、ユダヤ人迫害等の非人道的な行為によって戦後連合軍から糾弾されることを覚悟していた。そのため敗戦間近になると、部下に親衛隊の制服を国防軍の軍服に着替え、国防軍に潜り込んで逃亡するように命令していた。これが「忠誠こそ我が名誉」と若き親衛隊員を導いた親衛隊全国指導者の最後の命令となった。
ヒムラーは、イギリス軍の一兵卒の捕虜への粗末な扱いに耐えられなくなり、収容所所長に対して「私はハインリヒ・ヒムラーだ」と名乗った。さらに連合軍上層部との政治的交渉を求めた。所長は上層部に取り計らってみると回答したが、結局交渉は拒否された。翌5月23日、ヒムラーの身体検査が行われた。イギリス軍曹長のエドウィン・オースティンが長椅子を指して「これがあなたの寝台だ。服を脱ぎなさい」と全裸になることを要求したが、これに対してヒムラーは「君は私が誰だか分かっているのかね」などと述べた。オースティンは「あなたはハインリヒ・ヒムラーだ。そしてこれがあなたの寝台だ。服を脱ぎなさい」と再度全裸になることを要求した。ヒムラーとオースティンはしばらくじっと睨みあっていたが、先に目を逸らしたのはヒムラーであった。彼はおとなしく服を脱ぎはじめた。軍医がヒムラーの身体を調べ、口の中を調べようと指を入れた時に、ヒムラーは軍医の指に噛みついた。そして、奥歯に隠し持っていたシアン化カリウムのカプセルを噛み砕き倒れた。その場にいたイギリス軍兵士たちは慌ててヒムラーの身体を逆さにして毒を吐き出させようとした。さらに糸と針で舌を固定して催吐剤を使用して胃液を吐き出させようと試みたが、約12分間苦しんだ後に死亡した。自殺を防げなかった軍医は、直後に「やられた」と口にしたという。イギリス軍はヒムラーの遺体の写真を撮り、さらにデスマスクを作成した後に、頭部を切開して脳の一片を切り取って保存した。
遺体は1日放置され、イギリス軍の報告を受けて到着したアメリカ軍とソ連軍の士官の検死を受けた後に、リューネブルクの森に埋葬された。埋葬後に墓碑などは与えられなかったため、森のどこに埋められているのかは不明である。

## 家族

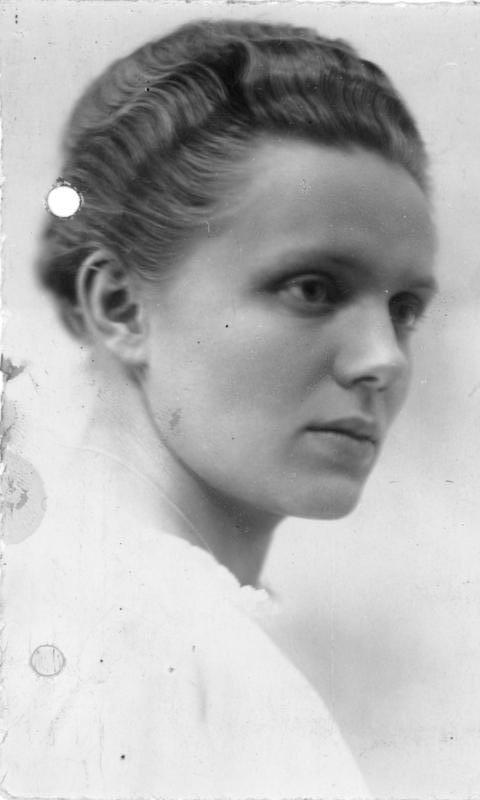
妻マルガレーテ（1918年）

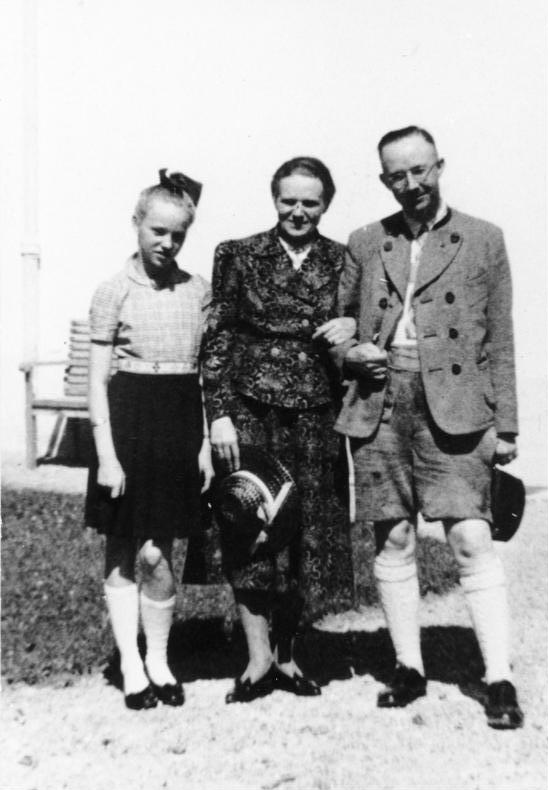
左から娘グドルーン、妻マルガレーテ、ヒムラー。

- 1928年7月3日、ヒムラーはブロンベルクの地主の娘マルガレーテ・ボーデン（ドイツ語版）と結婚している。マルガレーテは金髪碧眼の長身であり、彼が理想とする「ドイツ女性」であった。彼女は第一次世界大戦中に看護婦をしており、ベルリンで短い結婚生活をした後、父の資金で診療所をやっていた。しかしヒムラーより7歳も年上であり、しかもプロテスタントの女性であったので、ヒムラーのカトリックの両親は結婚に大反対した。しかし彼は譲らず、両親を説得してとうとう結婚にこぎつけている[52][170]。

- 1929年8月にマルガレーテとの間に一人娘グドルーン (Gudrun) を儲けた。ヒムラーはグドルーンを大変可愛がり、「Püppi（お人形さん）」と呼んでいた。彼はグドルーンを仕事場にもよく連れて行き、強制収容所の視察にも連れて行ったことがある。強制収容所視察の日の夜、グドルーンは日記にそのことを書いている[171]。一方マルガレーテは男の子の養子を一人迎えているが、ヒムラーはこの養子にはほとんど関心を持たず、グドルーンが生まれた後は妻マルガレーテに対しても興味をなくし、別居するようになった。

- ヒムラーは1937年からヘトヴィヒ・ポトハスト（ドイツ語版）と愛人関係となっていた。ヘドヴィヒは1930年代半ばからヒムラーの個人スタッフの秘書となっていた女性であった。この女性との間に長男ヘルゲ（1942年2月15日 - 2005年8月2日。妻はドロテア・ポトハスト）と次女ナネッテ（1944年7月20日 - 2000年5月13日）を儲けている[172]。ヘドヴィヒとの愛人関係が深まるとマルガレーテと離婚しようとしたが、グドルーンのことがあって結局中止した。

- ヘトヴィヒの両親は、ヒムラーがヘドヴィヒに子供を身ごもらせながら結婚しようとせず、家すら用意しないことに憤慨していたが、私生活は質素であったヒムラーに愛人用の家を用意できる金はなかった。結局、党の金庫を握っているマルティン・ボルマンに頼んで党の費用から8,000ライヒスマルクを借り、ベルヒテスガーデンのケーニヒ湖畔のシェーナウ（ドイツ語版）にヘドヴィヒ用の住居を建てることにした。ここはボルマン夫人ゲルダ・ボルマンの家に近いため、ヒムラーとボルマンの友好を深める場ともなった[172]。愛人やその子供2人に関することは、一般国民には秘匿されていた[173]。

- 兄のゲプハルト（ドイツ語版）は1939年から文部省に勤務して、工学出版物に関する課の課長となった。1944年には部長クラスに昇進。またゲプハルトは武装親衛隊にも入隊しており、親衛隊大佐まで昇進している。1945年には武装親衛隊監督官のポストに就任している。ミュンヘンにある欧州アフガニスタン協会にも勤務した。

- 弟のエルンスト（ドイツ語版）はベルリン放送局の主任技師を務めていたが、ベルリン攻防戦で戦死した。エルンストの孫、カトリン（ドイツ語版）はユダヤ人と結婚し、祖父兄弟に関する著書がある。

- ヒムラーの父ゲープハルトの異母弟であるコンラート・ヒムラー (Konrad Himmler) の孫にハンス・ヒムラー (Hans Himmler) がいる。彼はSS中尉であったが、酔って職務上の機密を漏らしたのを知ったヒムラーは彼を死刑にせよと命令した。その後減刑されてハンスは前線送りとなったが、親衛隊について否定的な発言があったとされて再度逮捕され、結局ダッハウ強制収容所で「同性愛者」として銃殺刑に処せられている。この件は、ヒムラーが親族であっても親衛隊の規律を乱す者は容赦しないことを示そうとしたのではないかと考えられている[174]。

- 邪悪の代名詞となってしまった「ヒムラー」の名を背負ったグドルーンは、戦後ドイツ社会から差別的な扱いを受け、やがてナチス擁護の歴史修正主義者になった。後に結婚してブルヴィッツと改姓したが、グドルーンは「嘘をついて新しい人生を始めることなどできません。私はずっとグドルーン・ヒムラーであることに変わりはありません」と述べている。彼女はナチス戦犯の逃亡生活や捕まった後の弁護を支援する団体「静かなる助力」の活動に貢献した[175]。

## 人物

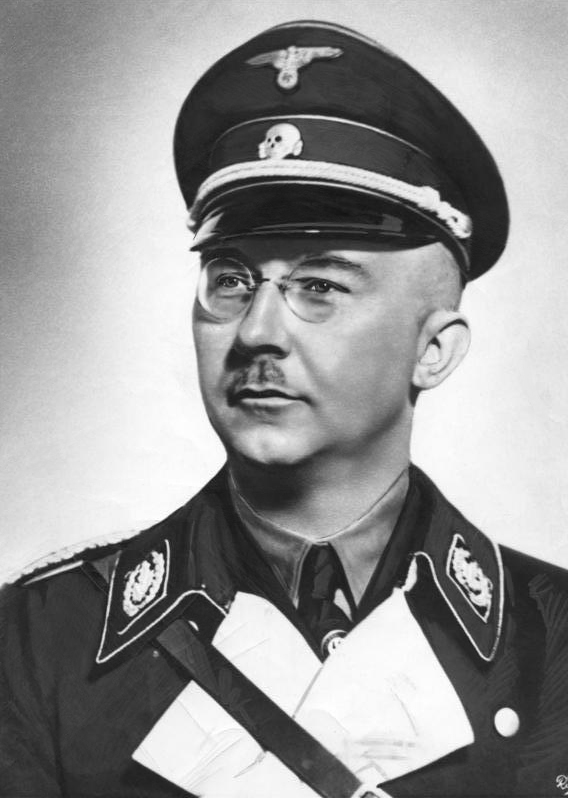
1938年のヒムラーの肖像画

- アドルフ・ヒトラーからは、その忠実ぶりから「忠臣ハインリヒ」と呼ばれていた。エルンスト・レームからは、名前と掛けて「アンヒムラー（Anhimmler、「熱狂的崇拝者」の意）」と揶揄されていた[176]。また「ライヒス・ハイニ（Reiches Heini）」というあだ名もあった[81]。これらが美称にせよ蔑称にせよ、ヒトラーと国から与えられた職務には忠実であるというのは、ヒムラーに対する共通した風評であった。
- ヒムラーは部下ラインハルト・ハイドリヒの操り人形であるとの風評があり、「HHhH（Himmlers Hirn heißt Heydrich、「ヒムラーの頭脳、すなわちハイドリヒの意」）｣という揶揄が流れた[177]。
- 運動神経は鈍く、1936年にバート・テルツの親衛隊士官学校で国家体力検定を受けた際、親衛隊全国指導者として銀章は取りたいと思い、上半身裸で走るほど気合いを入れたが、力及ばず結局銅賞で終わった。しかし、ヒムラーはどうしても銀章が欲しく、銀章の受賞者であるカール・ヴォルフ（ヒムラーの副官）から、昇進させることを条件に銀章を譲り受けたという[178]。また、親衛隊少将ヴァルター・シェレンベルクの回顧録によると、1939年9月にポーゼンを訪れた際、列車を降りるための階段を踏み外して地面に長々と倒れてしまったという[179]。その後、取り巻きの親衛隊将官や将校たちは、落としたヒムラーの鼻眼鏡を探すのに苦労し、激昂した彼の怒声を聞きながら気まずい空気の中で歩き出す羽目になったという。ヴォルフは、ヒムラーと車両の中で長々と話して引きとめていたシェレンベルクが原因だとして、彼に「君を恨むぞ」と言ったという[179]。
- 生来胃が弱く、若いころから胃痛に悩まされていたヒムラーは、自らの苦しみを緩和できるマッサージ師フェリックス・ケルステンを寵愛した。そのため、彼はヒムラーを通じて親衛隊に隠然たる力を持つこととなった。ケルステンの息子の証言によると、エルンスト・カルテンブルンナーは彼を警戒し、道路を封鎖して彼の暗殺を謀ろうとしたことがあるという。これを知ったヒムラーは憤慨し、カルテンブルンナーを呼び出して「もしケルステンの身に何かあった時はお前は24時間以内に死ぬ」と脅したという[180]。
- ヒムラーは部下の親衛隊員に「強さ」を求める演説を何度も行った。彼と話しているとすぐにその話が始まるので、ヘルマン・ゲーリングはそれを「ヒムラーの発作」と揶揄した[181]。ヒムラーの「強さ」への渇望により、武装親衛隊の士官学校などでは実弾を使った訓練など危険な演習が行われ、しばしば事故死が発生し[181]、イギリス軍のコマンド部隊の訓練に匹敵する水準であったという[182]。ゲーリングはヒムラーから武装親衛隊の実弾演習の話を聞かされた時、「親愛なるヒムラー、私も空軍の降下訓練で同じことをやろうと思っているのだよ。パラシュートをつけて二度飛ばせ、三度目はパラシュート無しで飛ばすのだ」と皮肉ったという。ただ、ヒムラーがそれにどう反応したかは伝わっていない[181]。
- 地味な容姿のせいか、「見た目より中身は濃い」というプロイセンに伝わる言葉を愛し、親衛隊のスローガンに掲げている。
- 軍事司令官としては全くの無能で、贅を尽くした野戦司令本部に引きこもり、起床後は入浴、朝食、マッサージを済ませて10時半を過ぎてから執務を開始した[183]。指示もいい加減で、何かあるたびに「退却は気持ちがない証拠だから」と厳罰に処すことを求め、「即決裁判だ」「軍法会議だ」を繰り返し、勲授の授与だけに興味を持つ無能ぶりを露呈した。ついには戦局の悪化に耐えきれず、インフルエンザを理由にサナトリウムに移り、事実上の職場放棄をしてしまう。さすがのヒトラーも呆れ果て、グデーリアンの進言を受けて早々に交代を命じた。ヒムラーは早速本部に舞い戻って事務引き継ぎを開始するが、自己弁護を延々と続け、戦況悪化を伝える電話が来ると即座に受話器を新司令官に渡して「新しい司令官殿。あとはよろしく」と言うなり蒼惶と立ち去ったという[184]。
- 私腹を肥やしたナチ党幹部が多い中、ヒムラーは権力を握ってからも華美な生活を嫌い、私生活は極めて質素であった[185]。1929年から給料を据え置いたと言われ、ランゲ・ウント・ゼーネの腕時計を買うのにケルステンから100ライヒスマルクの借金をしていたという[186]。「親衛隊全国指導者友の会（de）」に財界から大量の献金があったが、ヒムラーはそれを横領して私腹を肥やすことなく、全て親衛隊の機密費と高官の経費に充てていたという[186]。「いつの日か貧しく死ぬことが私自身にとっては理想である」という言葉を残している[187]。

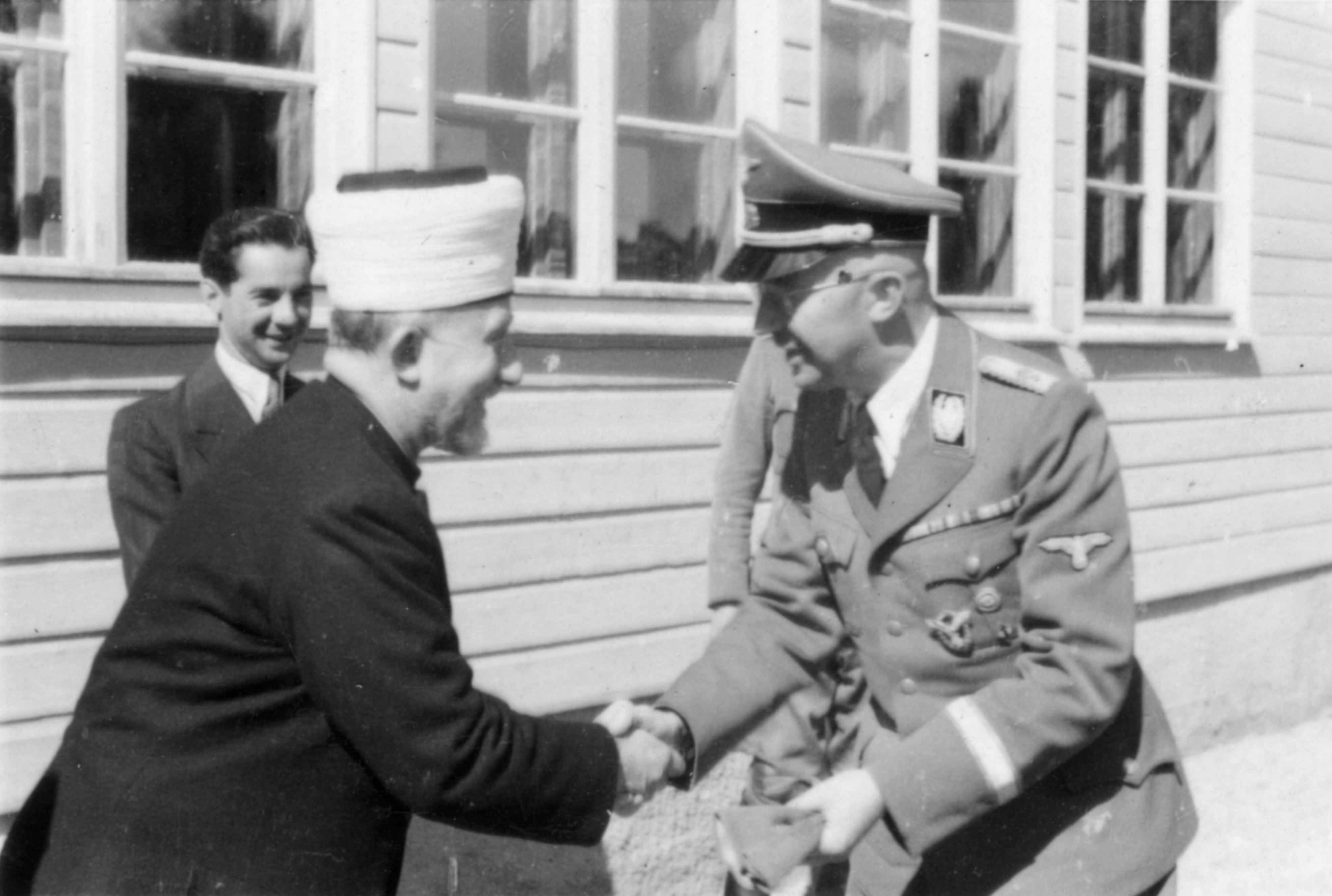
エルサレム大ムフティーのアミーン・フサイニー（左）とヒムラー（1943年）

- ヒムラーはカトリックの教育を受けたにもかかわらず、自らの不倫の「哲学的」正当化のため「離婚の禁止や一人の配偶者を守れなどということはキリスト教会の不道徳な規定である。少子化も不貞もキリスト教会のこの誤った教義のせいである」、「一夫多妻制にすれば別の妻が刺激となって、もう一人の妻はあらゆる点で理想的女性になろうと努力するであろう。気性が荒かったり、体がぶよぶよした女性はいなくなるだろう」などと述べていた。また「戦場で勇敢に戦って戦死した者には美女二人が与えられる」と説いたイスラム教の預言者ムハンマドを称えていた[188]。
- ヒムラーは軍規や規律に反する行為をした親衛隊員には、異常なまでに厳しかった。そうした隊員に親衛隊の法廷が下した判決が報告されると、彼はもっと厳しい罰を下すよう命じることが多かった[181]。特に横領や命令されていない殺人など、個人的犯罪は厳罰を以って処した[189]。1935年の親衛隊命令でも、命令されていないのに個人的にユダヤ人を殺害することを禁じている[189]。ブーヘンヴァルト強制収容所所長カール・オットー・コッホ親衛隊大佐も、横領と個人的殺人の容疑で逮捕・処刑されている。これは殺人自体より、親衛隊の規律を乱している点がヒムラーにとっては問題であったためである[189]。
- 一方で動物には優しく、動物の保護やドイツの子供たちへの動物愛護教育を熱く論じていた[190]。狩猟長官であるゲーリングの狩猟好きについて「ゲーリング、あの血に飢えた犬の畜生は動物と見れば手当たり次第に殺している。何も知らずに森の端で草を食む、何の罪もない動物を撃ち殺すのがなぜ楽しいのか。それは正真正銘の虐殺だ」とケルステンに愚痴をこぼしている[171][191]。このヒムラーの動物への優しさは彼が「下等人種」とした人間に対して行った虐殺とよく対比されるが、ヒムラーは下等人種について「破壊への意志、原始的な欲望、露骨な卑劣さを持っており、精神面においてどんな動物よりも低級である」と述べており、事実上、動物より下に位置づける価値観を持っていた[190]。また、彼は菜食主義であり、殺生を嫌ったために動物の肉は食さなかったとされている。
- ヒムラーの歴史観で一番大事なものは、地位や社会階級ではなく「ゲルマン民族の血」であった。個人はすぐに死ぬ存在であるが、祖先から子孫へという民族の血の流れは悠久であり、不滅のものと考えていた。そのため祖先、家系の名誉のためには自決さえもいとわないという日本の武士道に共鳴していたといわれる[192]。ヒムラーは常にこれを親衛隊の思想の模範とすべきと考えており、「日本を見習え」と演説している。この他にも、ローマ帝国のプラエトリアニ、インドのカースト制のクシャトリアにも強い感銘を受けていた[193]。
- SD対外諜報部長官ヴァルター・シェレンベルク親衛隊少将によると、ヒムラーの日本への関心はかなり強く、日本史にも精通していたという。結局実現しなかったが、親衛隊と日本軍の士官候補生の交換留学も考えていたという[194]。また日本人がアーリア人種であることを立証しようとし、戦争末期になってもルーン文字とカナ文字の関連性についての調査に意見していたともされている[195]。

### 処刑に対する反応
ヒムラーは部下たちが行う残虐な処刑を視察した際、気分を悪くしていたという証言が複数ある。
- 1941年8月、ヒムラーはミンスクでアルトゥール・ネーベ親衛隊中将の指揮するアインザッツグルッペンB隊の銃殺を視察し、彼に100人を自分の目の前で銃殺するよう命じたが、女性も多数混じっており、それを見ていた彼は気分を悪くしてよろけ、危うく地面に手をつきそうになってしまったとエーリヒ・フォン・デム・バッハ＝ツェレウスキー親衛隊大将はその手記に記している[196]。後にアインザッツグルッペンの虐殺が銃殺からガストラック（英語版）による殺害に変更されたのは、このためではないかという意見もある[196][197]。ただし、一酸化炭素による殺害はT4作戦ですでに実行されており、ガストラックも1940年頃から実験が開始されている[198]。
- 1941年12月15日、ハイドリヒがベーメン・メーレン保護領副総督として統治していたプラハを視察したヒムラーは、プラハ聖堂横の広場で行われた大規模な公開処刑を見学した。ところが掃射された直後に彼は気を失って椅子にどさりと座り込んだという。ハイドリヒが警察長官とともにヒムラーの肩を掴んで助け起こし、メルセデス・ベンツまで運んだが、ハイドリヒの顔には軽蔑の色が浮かんでいたと、クルト・シャハト＝イッサーリス親衛隊大将[疑問点 – ノート]は証言している[199]。
- 強制収容所の視察中にヒムラーは、ユダヤ人のガス室処刑の様子を覗き穴から見たが、彼は気分を悪くしてガス室の裏へまわり嘔吐したという。この様子を目撃した二人の親衛隊員は、最前線に送られることになったという（強制収容所の囚人ハンス・フランケンタール（ドイツ語版）の証言による）[200]。

ヒムラーがミンスクで気分を悪くしたというバッハ＝ツェレウスキーの証言は、ラウル・ヒルバーグの『ヨーロッパ・ユダヤ人の絶滅』でも取り上げられ、1978年にアメリカで放映されたテレビドラマ『ホロコースト』で描かれたことで広く知られるようになった。しかしバッハ＝ツェレウスキーの手記はこの日の視察に同行したカール・ヴォルフらの証言と食い違っている点が多い。ヴォルフは1962年以降ヒムラーがひどく取り乱して嘔吐したと証言するようになったが、1958年の尋問ではヒムラーの様子に触れていない。一方で銃殺部隊を指揮したオットー・ブラートフィッシュはヒムラーが処刑を見てうろたえた事自体を否定しており、バッハ＝ツェレウスキーも1962年のインタビューでは「ヒムラーが泣いたとか嘔吐したとかといった見方は間違っている。彼はただ青ざめたに過ぎない」と否定している。また射殺の号令を下したパウル・ディンターは、「ヒムラーはその際（射殺の際）、私の隣に立ったままだった。」「ヒムラーとその部下たちにとって、すべてはまさに見世物だった」と証言している。

### ヒムラーとオカルト

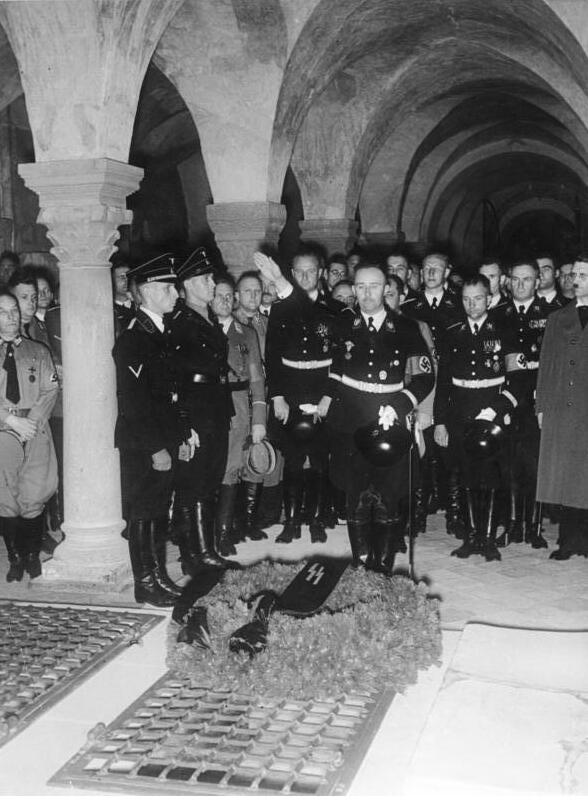
クヴェードリンブルク大聖堂にあるハインリヒ1世の霊廟を訪れるヒムラー（1938年2月1日）

ヒムラーは理想主義者であると同時に、空想家としての一面もあった。幼い頃から父親から中世史や神話などを読み聞かされて育った影響で、超自然的なことやスピリチュアリズムに大きな興味を寄せており、ナチ党幹部の中で最もオカルティズムに魅了された人物であり、狂信的な神秘家であったという証言もある。「宇宙氷説」などの怪しげな理論やゲルマン民族に関する空想的歴史を信じ、親衛隊のイデオロギーに取り入れた。宗教学的に定義された神秘主義とは異なるが、ヒムラーの思想について血の神秘主義や歴史神秘主義と形容する向きもある。
ヒムラーは1933年にオーストリアから来た民族主義的オカルティスト、カール・マリア・ヴィリグートと知り合った。自らを「ウリゴート族の末裔でゲルマン賢者」であるとし、「遠い過去の記憶にアクセスできる」と称するこの男は、「ゲルマン民族の歴史は22万8000年前にまでさかのぼり、その時代太陽は3つあり、地上に小人と巨人がいた」、「イルミネンシャフトがゲルマン民族の本来の民族宗教であり、キリスト教がそれを盗用した」、「聖書はドイツ人が書いた」などと主張していた。ヒムラーはヴィリグートの思想に大変のめりこみ、彼を親衛隊に招き入れ、親衛隊人種及び移住本部に配属させた。ヴィリグートはいつでもヒムラーのオフィスに入ることを許され、彼に「過去の記憶」を披露して喜ばせた。ヒムラーが功績を認めた親衛隊員に授与する親衛隊名誉リングのデザインもヴィリグートに任せている。
ヒムラーは、ドイツの古代史研究機関として「アーネンエルベ」を創設した。アーネンエルベの探検隊は各地を探検し、チベットやシュヴァルツヴァルトなど神秘的な場所で、先史時代のアーリア人古代文明の存在を探そうとした。古城の廃墟にスパイを送り、キリストの聖杯を探させたこともあった。ヒムラーは、聖杯はキリスト教がキリスト教より古い歴史を持つ「古代アーリア宗教」から強奪した物であり、必ずドイツ人が見つけ出して取り戻さねばならないと信じていた。

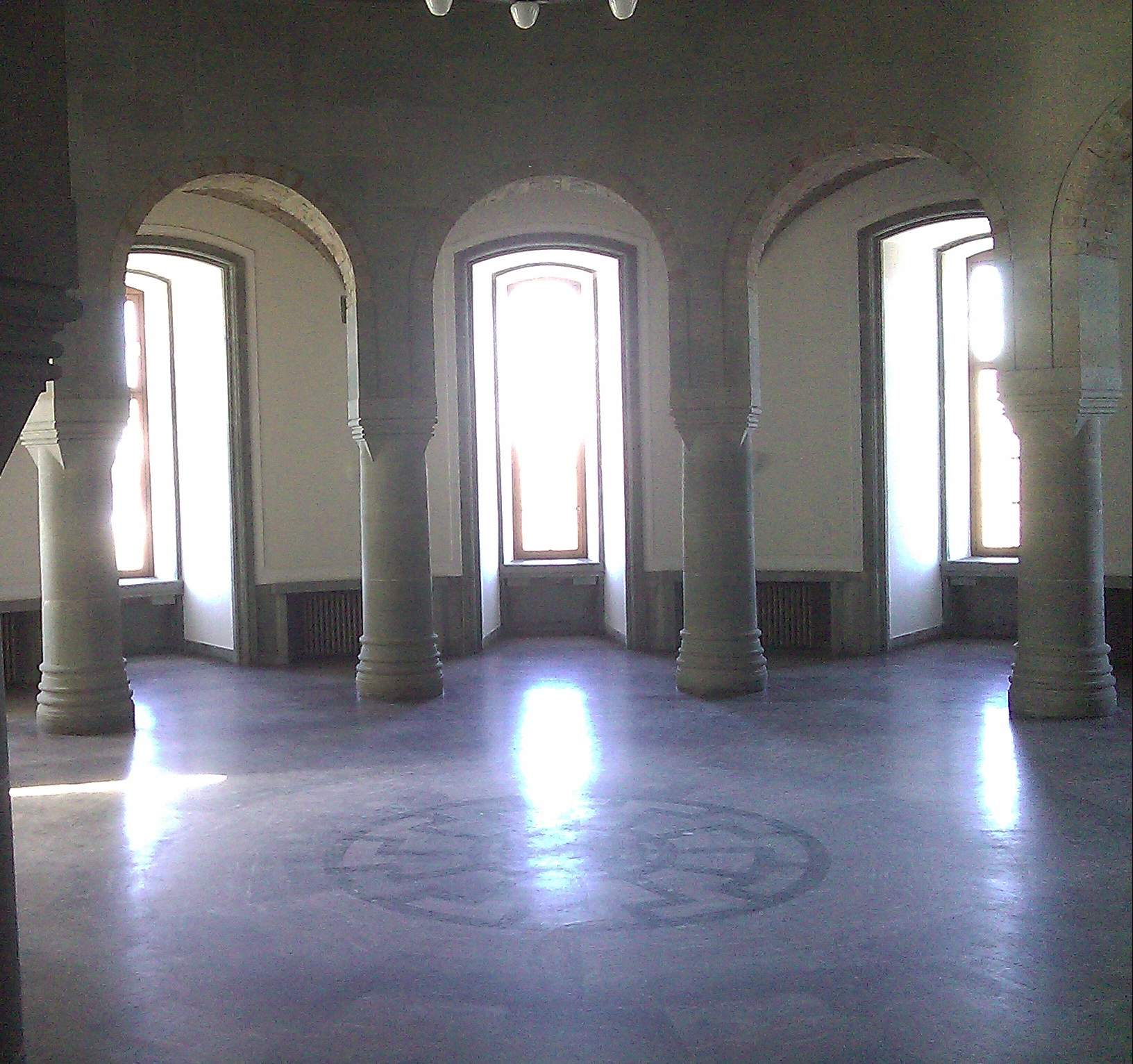
ヴェーヴェルスブルク城にヒムラーが造らせた「親衛隊大将の間」と、床に描かれた黒い太陽。

東方から攻め寄せてきたフン族の攻撃を防いだ砦と言われる、ヴェストファーレンの古城ヴェーヴェルスブルク城にヒムラーは興味を引かれ、1934年7月にこの城を手に入れた。「1500年の時を超えて東方から攻め寄せようとするソ連からヨーロッパを守る城である」と過去と現在を重ね合わせ、早速ヴィリグートらに改築工事を開始させた。大戦のドイツ敗戦までに、この城に彼がつぎ込んだ資金は1300万ライヒスマルクにも及んだ。大食堂にはオーク製の巨大テーブルが置かれ、この城の「騎士」と認められた親衛隊幹部の名前入りの椅子が並んでいた。ここでヒムラーや親衛隊幹部達は数時間も瞑想にふけっていた。地下室には石造りの台が12台置かれていて、親衛隊大将が死亡した際には、遺骨がここに安置された。親衛隊名誉リングは、持主が親衛隊を離れるか死亡した場合にはヒムラーの手元に返され、ヴェーヴェルスブルク城に永久に保存されることとなっていた。また、城の各地に「黒い太陽」といった意匠を埋め込んだ。他にも1万2000冊に及ぶ図書室、応接間、ヒムラーの客室、親衛隊最高法廷もこの城に設置された。
またヒムラーは、スラヴ民族の征服者であるザクセン王ハインリヒ1世を深く尊敬していた。これはスラヴ民族（＝ソ連）との戦いの事業を継承したい思いが背景にあった。ハインリヒ1世の命日の7月2日には、必ずクヴェードリンブルク大聖堂の墓を詣で、冷え切った真夜中の納骨堂でヒムラーは毎年敬虔にひざまずいていた。ケルステンによると、ヒムラーは7月2日の夜12時から瞑想を行い、ハインリヒ1世との霊的交信を始めたという。半睡状態のヒムラーが「ハインリヒ王の霊が重大なお告げを持って現れる」と述べ、続いて「このたびの王のおぼしめしは…」とお告げを語るのが恒例であった。ついには自身がハインリヒ1世の化身と信じるまでになったという。
ヒムラーは熱心なカトリックの家に生まれ、本人も若かりし頃は熱心なカトリックであったが、ナチ党の活動をするうちに徐々にキリスト教とは距離を置くようになっていた。そのため、親衛隊の隊員たちもキリスト教から切り離し、彼の異教的な思想への取り込みをはかるようになった。婚姻内部規則で、親衛隊隊員の結婚式はキリスト教会で行なうことを禁止した。また、クリスマスを祝う習慣をやめさせるため、冬至祭を親衛隊の祭典とし、キリスト教ではなく親衛隊を通じて神を信ずる者を彼は求めた。しかし、結局隊員たちをキリスト教から切り離すことはできず、一般親衛隊の三分の二は変わらずキリスト教徒のままであった。婚姻規則は隊員たちから不評を買ったため、結局処分要件が緩和されるなどしていった。一方で雑多な人種がいた武装親衛隊や髑髏部隊では比較的多く、武装親衛隊の53.6%、髑髏部隊の69%が非キリスト教徒であったが、戦争中にはカトリックの司祭がそれぞれの部隊に配属されていた。武装親衛隊の将軍の中にはヴィルヘルム・ビットリヒ親衛隊大将のように、執務室に専用の礼拝堂を置く者もいた。
しかし、ヒムラーのオカルト思想は多くの人にとっては到底付いていけるものではなく、彼の長々とした儀式や突拍子もない話に付き合わされる親衛隊員は大抵うんざりしたという。他のナチ党幹部にも受けが悪く、ヨーゼフ・ゲッベルスは1935年8月21日の日記に「ローゼンベルクとヒムラーとダレは、ばかばかしい儀式は止めるべきだ。ばかばかしいドイツ崇拝は全部やめさせなければならない。こんなサボタージュをする奴らには武器だけを持たせよう」と書いている。ヒトラーもまたヒムラーのオカルティズムへの傾倒に呆れていたとされ、彼がヴェーヴェルスブルク城にヒトラー専用の部屋を作らせ、その訪問を心待ちにしていたものの、最後まで彼が来ることはなかった。

### ヒムラーと大指揮者
ヒムラーはベルリンフィルの首席指揮者ヴィルヘルム・フルトヴェングラーを毛嫌いしていた。原因は彼が逮捕された知人を釈放するよう高圧的に要求したことにあった。元来フルトヴェングラーは偉そうな官僚に対して喧嘩をふっかける傾向があり、この時もヒムラーの恐ろしさを知らず、単なる木端役人と思い込んでいた。ヒムラーはこれを後々までも根に持って反社会的人物と見なし、収容所で抹殺する機会を執拗に狙っていた。だが、フルトヴェングラーの利用価値を重視するヒトラーやゲッベルスの反対もあり、逮捕には踏み切れなかった。アルベルト・シュペーアなどの一部の幹部はフルトヴェングラーに「あなたはヒムラーに狙われているから、早く亡命しなさい」と再三にわたり警告している。敗戦が目前となった1945年2月、ヒムラーはウィーン滞在中のフルトヴェングラーの逮捕命令を出すが、彼は間一髪でスイスに亡命し、難を逃れた。

## ヒムラーを演じた人物
- ドナルド・プレザンス － 『鷲は舞いおりた』（1976年、アメリカ映画）
- イアン・ホルム － 『ホロコースト/戦争と家族』（1978年、アメリカドラマ）
- ロナルド・レイシー － 『インディ・ジョーンズ/最後の聖戦』（1989年、アメリカ映画）[注 12]
- ウルリッヒ・ネーテン － 『ヒトラー 〜最期の12日間〜』（2004年、ドイツ・イタリア・オーストリア映画）、『わが教え子、ヒトラー』（2007年、ドイツ映画）
- マティアス・フライホーフ（ドイツ語版） － 『ワルキューレ』（2008年、アメリカ映画）
- エディ・マーサン － 『偽りの忠誠 ナチスが愛した女』（2016年、イギリス・アメリカ合作）
- ケネス・タイガー（英語版） 『高い城の男』 (2016年-2019年、Amazonビデオ・オリジナルドラマシリーズ)
- ロビンソン・ライヘル（ドイツ語版） - 『T-34 レジェンド・オブ・ウォー』（2019年、ロシア）

## その他
- ドイツ以外の国にも、独裁者の個人的信任を背景に政治警察を一手に任された政治家は少なくなく、こうした者はしばしば「ヒムラー」と形容されることがある。例としてソビエト連邦のラヴレンチー・ベリヤや、中華人民共和国の康生などは、「眼鏡の小男」という特徴までヒムラーに良く似ていた。ヨシフ・スターリンはヤルタ会談の場で米英首脳にベリヤを「うちのヒムラーです」と冗談交じりに紹介している。
- 映画『ヒトラー 〜最期の12日間〜』ではウルリッヒ・ネーテンが演じている。憔悴しきったヒトラーを影で罵倒し、副官に「いまさら禁欲的な菜食主義者に期待しても仕方ないだろう」と酷評しているが、前述の通り史実では彼自身も菜食主義者であった。実際の出演は映画冒頭のみで、ネーテンも短い撮影とセリフの消化に苦労したことをコメントしているが、その後のシーンでも毒薬カプセルや副官フェーゲラインの処刑など、総統地下壕の崩壊に影を落とす存在として描かれている。ネーテンは後年にナチスに取材した別の映画『わが教え子、ヒトラー』でもヒムラーを演じている。

## 栄典

### 外国勲章
- 1937年11月8日 - 勲一等旭日大綬章[215]